# ソウル特別市
ソウル特別市（ソウルとくべつし、ハングル: 서울특별시 , 英: Seoul Special City, 漢:首爾）は、大韓民国の首都。京畿地方に位置する特別市で、25の行政区からなる。市庁の所在地は中区。人口は約932万人（2025年7月)。
アジア最大級の都市であり、世界5位の都市圏人口と東京、ニューヨーク、ロサンゼルスに次ぐ世界4位の都市圏経済力を有する。政治、経済、交通、文化、教育・学術面において大韓民国の中枢をなす。

## 概説
ソウルは朝鮮語で「都」を意味する。後述の通り、この語の利用自体は古くからのものであるが、都市名としては「漢陽」、「漢城」「京城」などと併用され、1945年から1949年にかけて段階的に都市の名称としての「ソウル」が確定した。固有の朝鮮語に発するため、漢字表記は存在しない。
中枢都市として1000年以上の歴史を持ち、11世紀に高麗の副首都として本格的な大規模都市形成が始まると、のちに朝鮮王朝の王都として遷都された。日本統治時代には、京城府となり朝鮮の中心地として発展した。終戦後、1945年にソウル市として発足し、翌年にソウル特別市となる。
韓国の経済発展に伴いソウルの人口は急増を続け、1991年には1092万人にまで到達し、世界最大級の巨大都市へと発達した。その後はドーナツ化現象に伴いソウル自体の人口は減少傾向が続いているものの、ソウル都市圏の人口は増え続けている。ソウル都市圏には韓国全人口の過半数が居住し、一極集中の傾向が強くみられる。2025年における都市圏人口は2608万人であり、世界屈指のメガシティを形成している。ソウルの人口密度は東京都の約2.5倍であり、東京都区部とほぼ等しい。
シンクタンクの発表する世界都市ランキングでは『世界7位の都市』、森記念財団都市戦略研究所の発表する世界の都市総合力ランキングでは『世界7位の都市』と評価されるなど、経済都市としての国際的重要性も大きい。1988年にはアジアで2番目となる夏季オリンピック開催地となった。
市長は呉世勲。

## 歴史上の名称

### 漢陽・漢城、およびソウルの語の歴史的経緯
「漢陽（かんよう、한양 ハニャン）」は新羅の時代から使われた地名で、「陽」が川の北側を意味することから「漢水（漢江）の北側の土地」の意味で命名された。その後、高麗初期に「楊州」と改められ、文宗の治世に副首都との意味を込めた「南京」とされ、国王の代理である「留守」が設置された。忠烈王の治世の1308年には「漢陽（漢陽府）」の名称に復帰したが、朝鮮建国後の1395年「漢城府（かんじょう、한성 ハンソン）」に改称された。朝鮮王朝の首都になったため「みやこ」を意味する固有語である「서울（ソウル）」とも呼ばれた。
「서울（ソウル）」の語源については、新羅の古い国号である徐羅伐（ソラボル）・徐伐（ショブル）にまで遡る。訓民正音創製直後の中期朝鮮語に「みやこ」を意味する固有語として見られる「셔ᄫᅳᆯ（ショブル。「ㅸ」は現在では用いられていない古ハングルの字母の一つで、唇軽音[β]を表した）」いう語はこの徐羅伐・徐伐の音韻変化によるものであり、これが更に音韻変化を起こして「서울（ソウル）」と呼ばれるようになった。「漢陽」などの漢字表記は朝鮮語の訓を当て、それらをソウルと読んでいた。現代の韓国で使われる朝鮮語では漢字の音読以外はほとんどハングルだけで表記しており、漢字表記も使われなくなった。
ちなみに、中国、台湾などの中国語圏では「ソウル」に相当する漢字表記が無く、長らくソウルは「漢城」と呼ばれてきた。仁川国際空港近辺などの韓国の道路交通標識にもハングルと併記して「漢城」と表記されていた。なお、新表記の「首爾（ショウアル）」（後述）が制定されたことに伴い、徐々に状況は変化している。

### 京城
「京城」（日本語読みで「けいじょう」 〈字音仮名遣では「けいじやう」〉、朝鮮語読みで「경성（キョンソン）」）は、日本統治時代（1910年 - 1945年）に使われた名称である。韓国併合前から使われたソウルを指す名称の一つ（併合以前の韓国側史料の中にも数多く見受けられる）。1910年（明治43年）10月1日に公布・施行された朝鮮総督府令第7号（地方官官制第十七条ニ依リ府及郡ノ名称及管轄区域左ノ通定ム）に基づいてそれまでの「漢城府」から「京城府」となった（「府」は日本内地〈本土〉でいうところの「市」に相当）。実際には第二次世界大戦終戦の1945年以降も数年間使われており、また現在においても京釜線の「京」や、京紡（旧京城紡織）といった企業名等にその名残がみられる。

### ソウルの中国語表記
現在、中国語圏ではソウルを「首爾（首爾 / 首尔）」（拼音: Shǒu'ěr、広東語：Sau2yi5）と呼称・表記している。
中国語圏でソウル特別市に該当する都市は、長らく朝鮮王朝時代の「漢城（漢城 / 汉城）」（拼音: Hànchéng、広東語：Hon3sing4）の名で呼ばれていた。2005年1月19日、李明博ソウル特別市長（当時）は記者会見で、「ソウル」の中国語表記を原音に近づけるとともに、「首都」の意味も含ませた「首爾（首爾 / 首尔）」とすることを発表した。
これを受けて、台湾と香港の報道機関は表記を「首爾」に改めた。中国でも、2005年中頃から中国青年報などの報道機関や中国南方航空などの航空会社で「汉城」から「首尔」へと表記を改め始め、10月には中国政府も「首尔」表記への変更を行った。
なお、まれに朝鮮語の漢字と組み合わせて使われる例もあるが（例：KORAILの案内における「首爾驛」など）、あくまでソウルの漢字表記は中国語圏用のものであり、朝鮮語としてのソウル表記はこれまでどおりハングルのみの「서울」である。

## 歴史

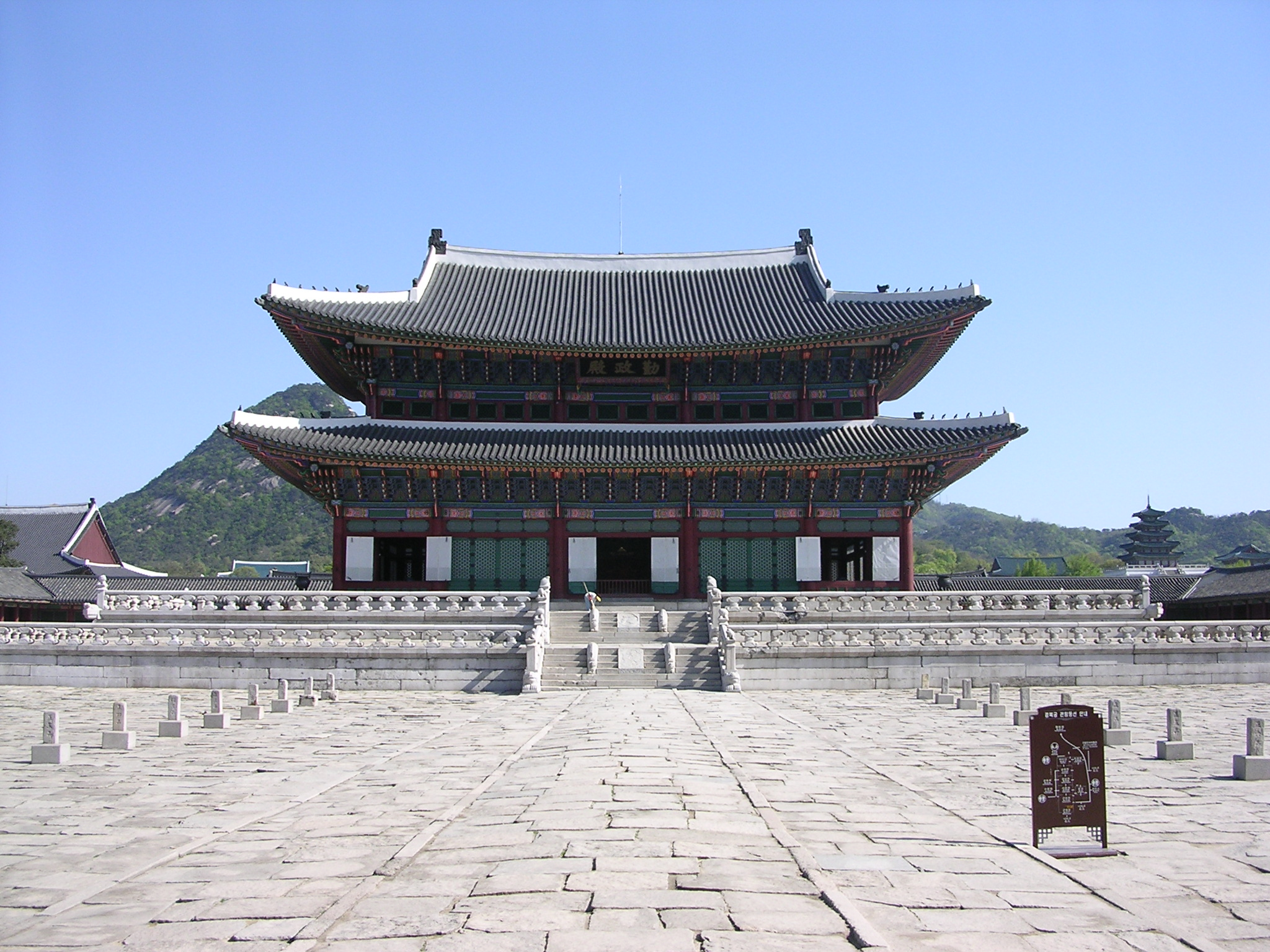
景福宮

古くは百済の都・漢城が置かれており、隣接する河南市にある遺跡からは多くの遺物が出土している。西暦475年高句麗軍によって陥落すると、百済は熊津（公州）に遷都し、統一新羅時代には漢山州と呼ばれ、757年には漢州の漢陽郡に改められた（中原京が小京として漢州の下に設けられた）。高麗時代には市域の北部は楊州、南部は広州と呼ばれ、1067年には三小京のひとつである南京が置かれた。1392年高麗の将軍・李成桂が威化島回軍によって政権を奪取し、1394年には開京（現在の開城）から漢陽遷都を決行した。翌1395年に漢陽府は漢城府に改称され、これ以後、漢城（ソウル）は500年に渡って朝鮮王朝の都となる。1894年から97年にかけて朝鮮を4度訪問したイザベラ・バードは著書『朝鮮紀行』に「ソウルの種々」という一章をもうけ、当時のソウルの様子を活写した。大韓帝国末期の時点では市内が5部49坊に細分化されていた。1905年、統監府が設置される。
1910年韓国併合後、漢城府は京城府に改められ（この場合の府は内地（日本本土）では市に相当する）、日本の朝鮮統治機関である朝鮮総督府が置かれた。その後都市化の進行に伴い、1936年には周辺地域を併合して府域を4倍に拡大し、1943年には人口急増のため区制が導入されている（7区＝龍山区・東大門区・城東区・西大門区・永登浦区・鍾路区・中区。なお、翌1944年に周辺を併合し麻浦区誕生）。朝鮮総督府の支配下で現在の景福宮・光化門・ソウル市庁舎近辺は政治・行政の中心、現在の明洞近辺は経済・商業の中心、龍山は軍事の中心（旧日本軍駐屯地は現在の在韓米軍基地）となった。また京畿道の道庁所在地でもあった（現在京畿道庁は水原市に移転している）。1931年には朝鮮排華事件で華僑との衝突事件が起きた。

旧ソウル市旗

1945年8月15日の「光復」（第二次世界大戦終戦）後しばらくの間は、「ソウル」・「漢城」とともに「京城」の名称も使われていた。1945年9月から発行された在朝鮮アメリカ陸軍司令部軍政庁公報の場合、英語版では一貫して「Seoul」だけが使用されているが、日本語版には「京城」と「ソウウル」が混在、朝鮮語版でも「京城」と「서울」が混在する（「ソウウル」・「서울」の初出は10月8日）。その後、分割占領がはじまり米軍軍政下の1946年8月15日に「ソウル市憲章」が発表され、その第1章第1条で「京城府をソウル市と称し、特別自由市とする。」と正式に規定された。しかし、この憲章には法的効力がなかったため、同年9月18日に米軍政庁法令第106号「ソウル特別市の設置」が公布され、その第2条で「ソウル市を朝鮮の首都としての特別市とする。ソウル市は道と同等の職能と権限を有する。」とされ、同法令第5条の規定により9月28日に京畿道の管轄から離れて「ソウル特別自由市」が設置された。1948年8月15日の大韓民国政府樹立と同時に首都となり、翌1949年8月15日に「ソウル特別市」に改称した。
1950年6月に勃発した朝鮮戦争で市内は破壊され、釜山が臨時首都とされた。朝鮮戦争は戦況が一進一退を繰り返したことから、このときのソウルは4回も陥落している。停戦実現後1953年8月1日にソウルへ還都している。その後、韓国の高度経済成長とともに復興、発展を続けて市域を拡大、1988年ソウルオリンピック（韓国では88（パルパル）オリンピックとも呼ばれる）で名実ともに国際都市となった。
ソウル市庁舎は日本統治時代（1926年）のものを使っていたが、隣接して新庁舎が建設され、2012年8月27日に完成した。従来の庁舎は改修され、同年10月26日にソウル図書館としてオープンした。
市内の昌徳宮や宗廟、朝鮮王陵は世界遺産に登録されている。

### 年表
- 1945年
  - 8月15日（8区） - 光復。
  - 9月19日 - 在朝鮮アメリカ陸軍司令部軍政庁がソウルに設置（軍政が始まる）[19]。
- 1946年（8区）
  - 8月15日 - 京城府がソウル市に改称。
  - 9月28日 - 京畿道ソウル市がソウル特別自由市に昇格。
  - 10月9日 - 市内の町を洞に、丁目を街に、通を路に改称。
- 1949年（9区）
  - 8月13日
    - 京畿道高陽郡崇仁面および東大門区の一部が合併し、城北区が発足。
    - 京畿道高陽郡纛島面が城東区に編入。
    - 京畿道高陽郡恩平面が西大門区に編入。
    - 京畿道始興郡東面の一部が永登浦区に編入。

  - 8月15日 - ソウル特別自由市がソウル特別市に改称。
- 1950年-1953年
  - 朝鮮戦争のため一時的に釜山（プサン）を臨時首都とした後ソウルへ還都。
- 1963年1月1日（9区）
  - 京畿道楊州郡蘆海面が城北区に編入。
  - 京畿道楊州郡九里面の一部が東大門区に編入。
  - 京畿道広州郡九川面・彦州面・中垈面および大旺面の一部が城東区に編入。
  - 京畿道金浦郡陽東面・陽西面、富川郡吾丁面・素砂邑の各一部、始興郡新東面および東面の一部が永登浦区に編入。
- 1973年7月1日（11区）
  - 京畿道高陽郡神道面の一部が西大門区に編入。
  - 城北区の一部を分離し、道峰区が発足。
  - 永登浦区の一部を分離し、冠岳区が発足。
- 1975年10月1日（12区） - 城東区の一部を分離し、江南区が発足。
- 1977年10月1日（13区） - 永登浦区の一部を分離し、江西区が発足。
- 1979年10月1日（15区）
  - 江南区の一部を分離し、江東区が発足。
  - 西大門区の一部を分離し、恩平区が発足。
- 1980年7月1日（17区）
  - 冠岳区の一部を分離し、銅雀区が発足。
  - 永登浦区の一部を分離し、九老区が発足。
- 1988年1月1日（22区）
  - 江東区の一部を分離し、松坡区が発足。
  - 東大門区の一部を分離し、中浪区が発足。
  - 道峰区の一部を分離し、蘆原区が発足。
  - 江南区の一部を分離し、瑞草区が発足。
  - 江西区の一部を分離し、陽川区が発足。
- 1995年3月1日（25区）
  - 城東区の一部を分離し、広津区が発足。
  - 道峰区の一部を分離し、江北区が発足。
  - 九老区の一部に京畿道光明市の一部を編入させ、衿川区が発足。

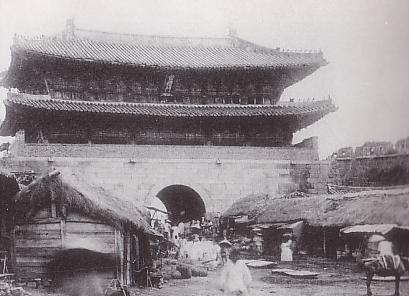
朝鮮王朝時代の南大門通り
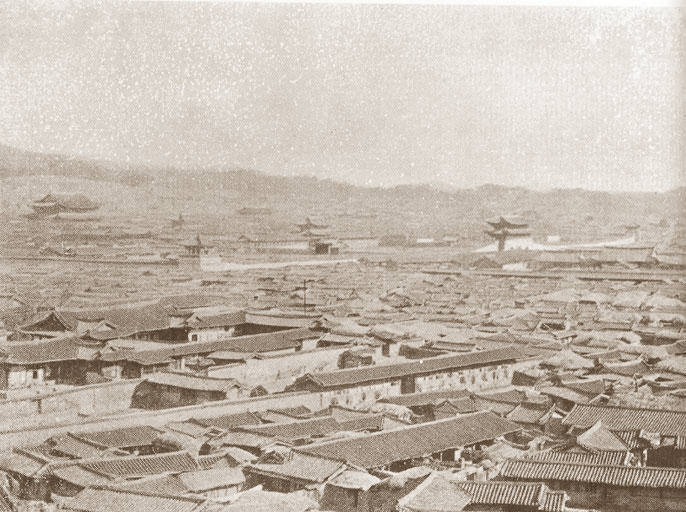
朝鮮王朝時代の漢城
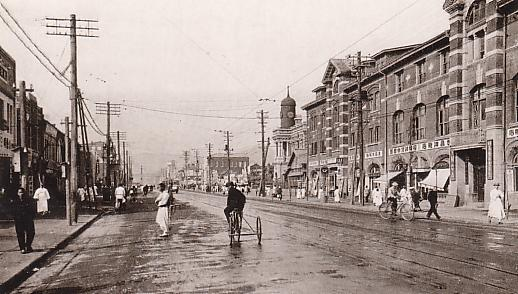
日本統治時代の京城府内の鍾路
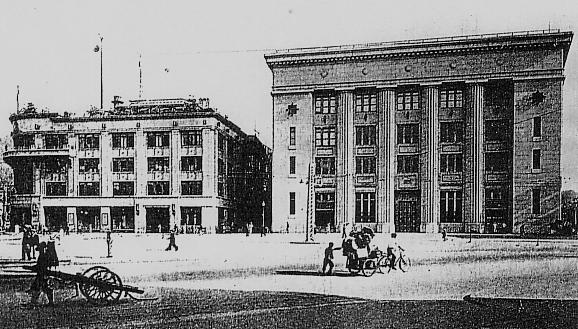
日本統治時代の三越百貨店京城店と朝鮮貯蓄銀行
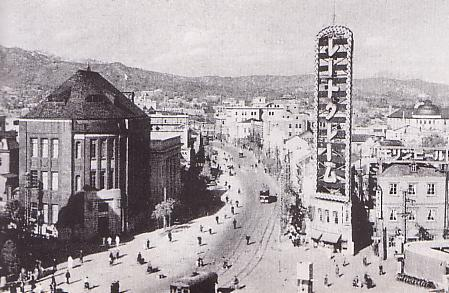
日本統治時代の南大門通り

## 地理

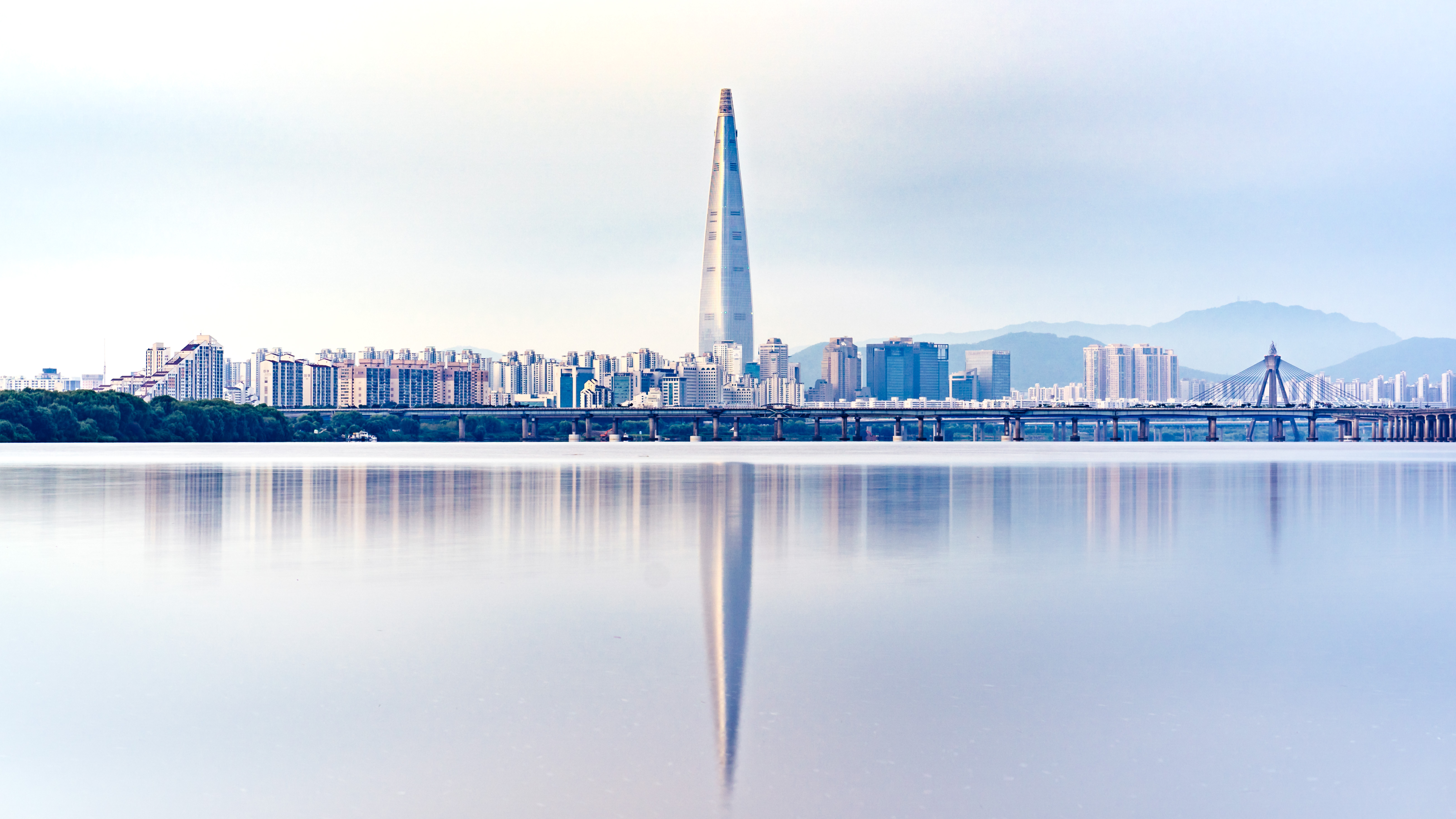
漢江

最高峰北漢山をはじめとした500m前後の標高の山々や丘陵が囲む盆地構造。外敵からの攻撃を妨げやすい地形であることもこの地が古くから発展した理由の一つである。広州山脈の道峰山、仁寿峰、露積峰の3峰が北漢山に次ぐ標高である。
漢江が市の中心を横切るように流れ、南北に隔てられた地域をそれぞれ江南、江北と呼ぶ。古くから発達したのは江北であり、宮殿や城壁などの史跡は江北に集中している。一方江南は新興住宅街として開発され、またオリンピック関連施設も江南に多く建設された。古くは舟が南北を繋ぐ交通手段であり、トゥクソムと麻浦が代表的な河港であった。他に鷺梁、松坡なども船着場として知られ名残を残している。近代以降は各所に橋梁が架けられ、交通手段としての船は廃れたが、遊覧船が市民や観光客に親しまれる。中州、汝矣島には国会などの重要施設や広大な公園がある。古くは蘭芝島や蚕室なども中州であったが、埋め立てや河の流れの変化により完全に陸続きとなっている。

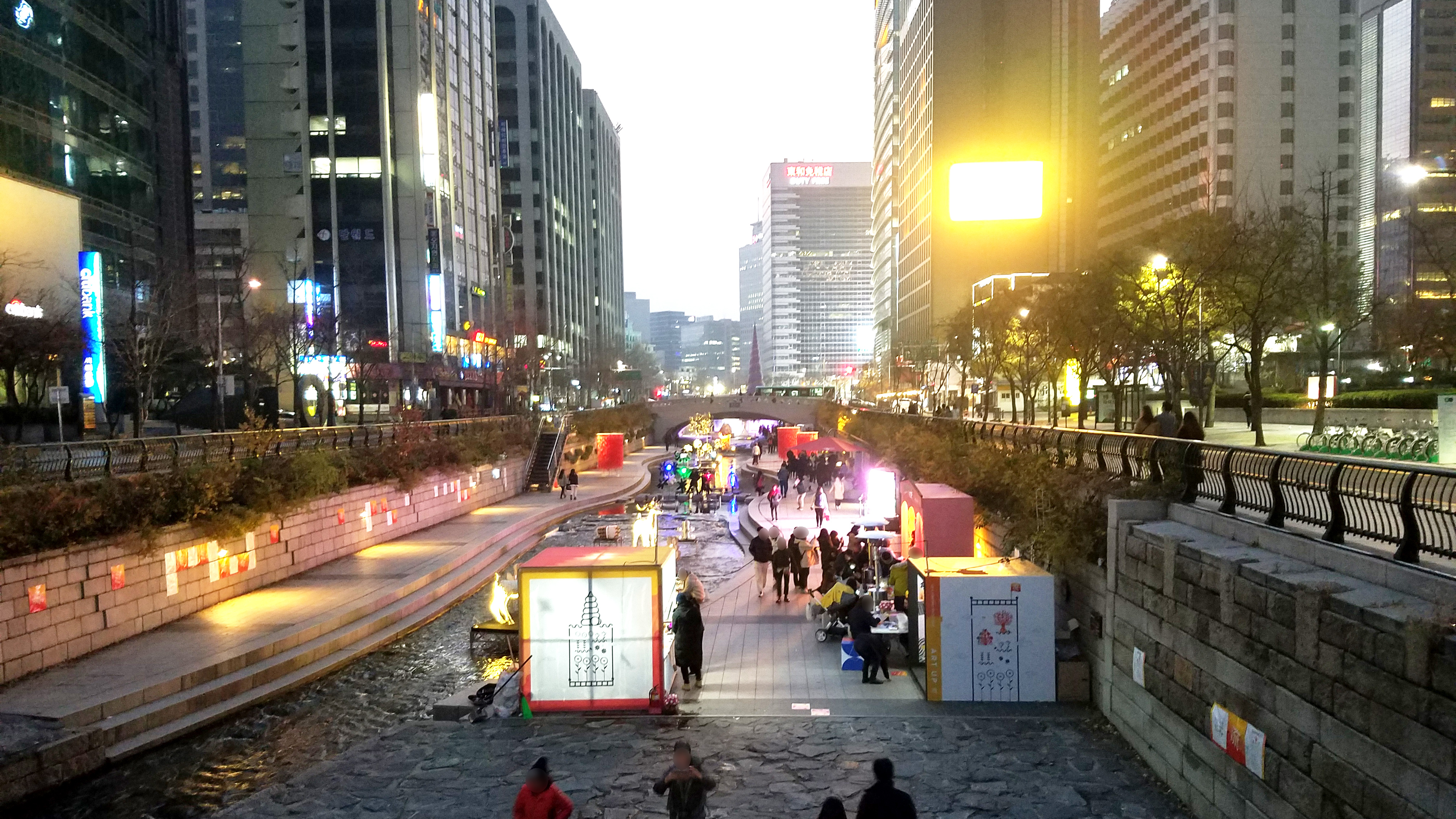
清渓川

漢江以外では江北を流れる清渓川（チョンゲチョン）が知られる。日本統治時代、都市化により流域周辺には人々が集中し始め清渓川を含め流域の井戸水など水質悪化が問題となっていたのは当時の朝鮮総督府の水質試験所のデータからも明らかで、その当時から暗渠化の計画はあった。朝鮮戦争後の混乱期にバラックが川沿いに建設されてスラム化が進行し、著しく水質が悪化したため暗渠とされ、その上には清渓川路と清渓高架道路が建設された。高架道路の老朽化が問題となった2002年に、「高架撤去、清渓川再現」を掲げた李明博がソウル市長に当選、2005年10月に完工し、景観もさることながら、川を復元するという珍しい工事に加え、気温に良い影響を及ぼすなど世界的に注目されている。ただし、以前の姿を完全に復元できたわけではなく、光化門交差点付近から漢江までの一部を近代的な親水公園のようにしたものである。水は主に漢江からの水を放流しており、一部は地下から湧き出る水も利用している。

### 日本と関連のある地域

#### リトル東京
漢江の岸辺にある龍山区二村洞（イチョンドン）はソウル在住日本人、特に駐在員が数多く住む地域であり、「ソウルのリトル東京」とも呼ばれる。通常この地域は東部二村洞（トンブイチョンドン）と呼ぶ。二村駅が最寄駅。
北には在韓アメリカ軍の龍山（ヨンサン）基地が広がり、ソウル中心部とは比較的孤立した地域で静かな高級団地が数多くある。もともと米軍基地が近かったことから二村洞付近には外国人居住者が多かったが、日本人の居住は日韓国交正常化以降、特に1970年代に入り企業駐在員や日本大使館員などが住み始めた。但し、もともと日本統治時代から日本人が多く居住していたのはこの地域である。上記アメリカ軍基地ももともとは旧日本陸軍の朝鮮軍司令部をそのまま転用したものであり、この地域には日本統治時代の日本風建物が今なお多く存在している。
外国人が居住することから不動産価格が高騰し、敷金が殆どない場合では同地域の団地の入居には最も安くても家賃が1ヶ月200万ウォンをくだらない。日本の食材を売る日本人向けの各種商店はもちろん、居酒屋、銀行には日本人専用窓口があり、幼稚園には日本人クラスまである（ただし日本人専用窓口は二村洞が初めてではなく、最も早くできたのは旧ソウル銀行（後にハナ銀行に合併）鍾路5街支店である。二村洞にあるものはこれを真似た。）。
最近では、ソウル日本人学校のある開浦洞周辺などの江南地区や政府中央庁舎付近の再開発地区など、日本人が特定の地域にまとまって住むということはなくなりつつある。

#### ソウル日本人学校
麻浦区上岩洞のデジタルメディアシティ (DMC) に所在するソウル日本人学校は1972年5月8日に設立され、幼稚部、小学部、中学部の生徒455人（2014年）が在学する。運営はソウルの日本人会組織であるソウルジャパンクラブ（SJC）が行っている。

### 隣接している自治体
- 仁川広域市
  - 桂陽区
- 安養市
- 議政府市
- 金浦市
- 果川市
- 光明市
- 九里市
- 高陽市
- 城南市
- 南楊州市
- 河南市
- 富川市
- 楊州市

読み、各種表記は大韓民国の地方行政区画を参照のこと

## 気候
ケッペンの気候区分によると、ソウルの気候は温帯夏雨気候（Cwa）に属する。寒暖の差が大きく気温の年較差、日較差が大きい顕著な大陸性気候である。
冬季は、日本の飛騨地方や長野県、会津地方同様、緯度のわりに寒さが厳しい。最寒月である1月の日平均気温は-2.0℃と、長野県や東北地方内陸部の日平均気温と同程度であるが、湿度が低く乾燥して晴れる日が多いため、降雪量は非常に少ない。過去最深積雪は1922年3月24日に観測された31cmであり、東京の過去最深積雪である46cmと比べても少ない。近年で最も積雪が多くなったのは2010年1月4日に観測された28.5cmで、41年ぶりの大雪となり、観測史上4位を記録した。
シベリア高気圧の勢力が強まると、最低気温が-10℃から-15℃前後になり、平年値を大きく下回る気温が観測される。しかし、冬季は寒暖の変動差が非常に大きく、大幅に気温が上昇することもある。また、年によっても寒暖の差は非常に大きい。
寒冷な気候は長く続かず、2月の日平均気温は0.7℃と、1月の-2.0℃から大幅に上昇する。1月と2月の日平均気温がほとんど変わらない日本とは対照的に、寒さの底が1月に集中している。
夏季は高温多湿であり、年間降水量の50〜70％が集中している。最暖月である8月の日平均気温が26.1℃、平均最高気温は30.0℃と、高温である。2018年8月1日には観測史上最高気温である39.6℃を記録している。
ソウルの気象観測は鍾路区の慶煕宮公園付近で行われており、緑豊かな場所に位置している。最高気温極値は39.6℃（2018年8月1日）、最低気温極値は-23.1℃（1927年12月31日）である。1960年以降の記録では、最低気温極値は-20.2℃（1970年1月5日）となっており、1960年以降の-20℃を下回る気温の観測はこの日だけである。
| ソウル特別市（ソウル気象観測所）の気候                      | ソウル特別市（ソウル気象観測所）の気候 | ソウル特別市（ソウル気象観測所）の気候 | ソウル特別市（ソウル気象観測所）の気候 | ソウル特別市（ソウル気象観測所）の気候 | ソウル特別市（ソウル気象観測所）の気候 | ソウル特別市（ソウル気象観測所）の気候 | ソウル特別市（ソウル気象観測所）の気候 | ソウル特別市（ソウル気象観測所）の気候 | ソウル特別市（ソウル気象観測所）の気候 | ソウル特別市（ソウル気象観測所）の気候 | ソウル特別市（ソウル気象観測所）の気候 | ソウル特別市（ソウル気象観測所）の気候 | ソウル特別市（ソウル気象観測所）の気候 |
| 月                                                          | 1月                                    | 2月                                    | 3月                                    | 4月                                    | 5月                                    | 6月                                    | 7月                                    | 8月                                    | 9月                                    | 10月                                   | 11月                                   | 12月                                   | 年                                     |
| ----------------------------------------------------------- | -------------------------------------- | -------------------------------------- | -------------------------------------- | -------------------------------------- | -------------------------------------- | -------------------------------------- | -------------------------------------- | -------------------------------------- | -------------------------------------- | -------------------------------------- | -------------------------------------- | -------------------------------------- | -------------------------------------- |
| 最高気温記録 °C （°F）                                      | 14.4 (57.9)                            | 18.7 (65.7)                            | 25.1 (77.2)                            | 29.8 (85.6)                            | 34.4 (93.9)                            | 37.2 (99)                              | 38.4 (101.1)                           | 39.6 (103.3)                           | 36.0 (96.8)                            | 30.1 (86.2)                            | 28.0 (82.4)                            | 17.7 (63.9)                            | 39.6 (103.3)                           |
| 平均最高気温 °C （°F）                                      | 2.1 (35.8)                             | 5.1 (41.2)                             | 11.0 (51.8)                            | 17.9 (64.2)                            | 23.6 (74.5)                            | 27.6 (81.7)                            | 29.0 (84.2)                            | 30.0 (86)                              | 26.2 (79.2)                            | 20.2 (68.4)                            | 11.9 (53.4)                            | 4.2 (39.6)                             | 17.4 (63.3)                            |
| 日平均気温 °C （°F）                                        | −2.0 (28.4)                            | 0.7 (33.3)                             | 6.1 (43)                               | 12.6 (54.7)                            | 18.2 (64.8)                            | 22.7 (72.9)                            | 25.3 (77.5)                            | 26.1 (79)                              | 21.6 (70.9)                            | 15.0 (59)                              | 7.5 (45.5)                             | 0.2 (32.4)                             | 12.8 (55)                              |
| 平均最低気温 °C （°F）                                      | −5.5 (22.1)                            | −3.2 (26.2)                            | 1.9 (35.4)                             | 8.0 (46.4)                             | 13.5 (56.3)                            | 18.7 (65.7)                            | 22.3 (72.1)                            | 22.9 (73.2)                            | 17.7 (63.9)                            | 10.6 (51.1)                            | 3.5 (38.3)                             | −3.4 (25.9)                            | 8.9 (48)                               |
| 最低気温記録 °C （°F）                                      | −22.5 (−8.5)                           | −19.6 (−3.3)                           | −15.3 (4.5)                            | −9.4 (15.1)                            | 2.4 (36.3)                             | 7.0 (44.6)                             | 10.9 (51.6)                            | 13.5 (56.3)                            | 3.2 (37.8)                             | −5.1 (22.8)                            | −11.9 (10.6)                           | −23.1 (−9.6)                           | −23.1 (−9.6)                           |
| 降水量 mm （inch）                                          | 16.8 (0.661)                           | 28.2 (1.11)                            | 36.9 (1.453)                           | 72.9 (2.87)                            | 103.6 (4.079)                          | 129.5 (5.098)                          | 414.4 (16.315)                         | 348.2 (13.709)                         | 141.5 (5.571)                          | 52.2 (2.055)                           | 51.1 (2.012)                           | 22.6 (0.89)                            | 1,417.9 (55.823)                       |
| 平均降水日数 （≥0.1 mm）                                    | 6.1                                    | 5.8                                    | 7.0                                    | 8.4                                    | 8.6                                    | 9.9                                    | 16.3                                   | 14.7                                   | 9.1                                    | 6.1                                    | 8.8                                    | 7.8                                    | 108.6                                  |
| 平均降雪日数                                                | 7.1                                    | 5.1                                    | 2.8                                    | 0.2                                    | 0.0                                    | 0.0                                    | 0.0                                    | 0.0                                    | 0.0                                    | 0.0                                    | 2.3                                    | 6.4                                    | 23.9                                   |
| % 湿度                                                      | 56.2                                   | 54.6                                   | 54.6                                   | 54.8                                   | 59.7                                   | 65.7                                   | 76.2                                   | 73.5                                   | 66.4                                   | 61.8                                   | 60.4                                   | 57.8                                   | 61.8                                   |
| 平均月間日照時間                                            | 169.6                                  | 170.8                                  | 198.2                                  | 206.3                                  | 223.0                                  | 189.1                                  | 123.6                                  | 156.1                                  | 179.7                                  | 206.5                                  | 157.3                                  | 162.9                                  | 2,143.1                                |
| 出典：韓国気象庁 (平均値：1991年-2020年、極値：1907年-現在) |                                        |                                        |                                        |                                        |                                        |                                        |                                        |                                        |                                        |                                        |                                        |                                        |                                        |

## 行政区

行政区域図

### 行政区について
- 京城府時代の1943年6月10日に府域内に7つの区を設置し、幾度かの編入・分離などを繰り返し、現在25区設置されている。
- 下表の人口・面積などは2022年6月現在のものである。[24]

| コード | 区(漢字) | 区（カタカナ読み） | 区(ハングル) | 区旗 | 設置日        | 設置理由                                         | 面積     | 人口(人) | 人口密度(人/km2) | 区長所属党 |
| ------ | -------- | ------------------ | ------------ | ---- | ------------- | ------------------------------------------------ | -------- | -------- | ---------------- | ---------- |
| 11010  | 鐘路区   | チョンノグ         | 종로구       |      | 1943年6月10日 | 旧京城府の区制施行に伴う設置                     | 23.91km2 | 143,624  | 6,007            | 国民の力   |
| 11020  | 中区     | チュング           | 중구         |      | 1943年6月10日 | 旧京城府の区制施行に伴う設置                     | 9.96km2  | 122,088  | 12,258           | 国民の力   |
| 11030  | 龍山区   | ヨンサング         | 용산구       |      | 1943年6月10日 | 旧京城府の区制施行に伴う設置                     | 21.87km2 | 222,263  | 10,163           | 無所属     |
| 11040  | 城東区   | ソンドング         | 성동구       |      | 1943年6月10日 | 旧京城府の区制施行に伴う設置                     | 16.84km2 | 283,821  | 16,854           | 共に民主党 |
| 11050  | 広津区   | クァンジング       | 광진구       |      | 1995年3月1日  | 城東区から分離                                   | 17.05km2 | 339,893  | 19,935           | 国民の力   |
| 11060  | 東大門区 | トンデムング       | 동대문구     |      | 1943年6月10日 | 旧京城府の区制施行に伴う設置                     | 14.20km2 | 337,330  | 23,756           | 国民の力   |
| 11070  | 中浪区   | チュンナング       | 중랑구       |      | 1988年1月1日  | 東大門区から分離                                 | 18.50km2 | 388,509  | 21,000           | 共に民主党 |
| 11080  | 城北区   | ソンブック         | 성북구       |      | 1949年8月13日 | 東大門区の一部と京畿道高陽郡崇仁面が合併して発足 | 24.57km2 | 433,559  | 17,645           | 共に民主党 |
| 11090  | 江北区   | カンブック         | 강북구       |      | 1995年3月1日  | 道峰区から分離                                   | 23.60km2 | 296,653  | 12,570           | 共に民主党 |
| 11100  | 道峰区   | トボング           | 도봉구       |      | 1973年7月1日  | 城北区から分離                                   | 20.84km2 | 314,791  | 15,105           | 国民の力   |
| 11110  | 蘆原区   | ノウォング         | 노원구       |      | 1988年1月1日  | 道峰区から分離                                   | 35.44km2 | 508,066  | 14,336           | 共に民主党 |
| 11120  | 恩平区   | ウンピョング       | 은평구       |      | 1979年10月1日 | 西大門区から分離                                 | 29.70km2 | 473,674  | 15,949           | 共に民主党 |
| 11130  | 西大門区 | ソデムング         | 서대문구     |      | 1943年6月10日 | 旧京城府の区制施行に伴う設置                     | 17.60km2 | 305,623  | 17,365           | 国民の力   |
| 11140  | 麻浦区   | マポグ             | 마포구       |      | 1944年11月1日 | 龍山区と西大門区から分離                         | 23.87km2 | 367,584  | 15,399           | 国民の力   |
| 11150  | 陽川区   | ヤンチョング       | 양천구       |      | 1988年1月1日  | 江西区から分離                                   | 17.40km2 | 444,548  | 25,549           | 国民の力   |
| 11160  | 江西区   | カンソグ           | 강서구       |      | 1977年9月1日  | 永登浦区から分離                                 | 41.40km2 | 573,045  | 13,842           | 共に民主党 |
| 11170  | 九老区   | クログ             | 구로구       |      | 1980年4月1日  | 永登浦区から分離                                 | 20.12km2 | 394,850  | 19,625           | 国民の力   |
| 11180  | 衿川区   | クムチョング       | 금천구       |      | 1995年3月1日  | 九老区の一部と京畿道光明市の一部が合併して発足   | 13.01km2 | 231,565  | 17,799           | 共に民主党 |
| 11190  | 永登浦区 | ヨンドゥンポグ     | 영등포구     |      | 1943年6月10日 | 旧京城府の区制施行に伴う設置                     | 24.56km2 | 376,437  | 15,327           | 国民の力   |
| 11200  | 銅雀区   | トンジャック       | 동작구       |      | 1980年4月1日  | 冠岳区から分離                                   | 16.36km2 | 385,898  | 23,587           | 国民の力   |
| 11210  | 冠岳区   | クァナック         | 관악구       |      | 1973年7月1日  | 永登浦区から分離                                 | 29.57km2 | 486,946  | 16,468           | 共に民主党 |
| 11220  | 瑞草区   | ソチョグ           | 서초구       |      | 1988年1月1日  | 江南区から分離                                   | 47.04km2 | 407,672  | 8,666            | 国民の力   |
| 11230  | 江南区   | カンナムグ         | 강남구       |      | 1975年10月1日 | 城東区から分離                                   | 39.55km2 | 531,777  | 13,446           | 国民の力   |
| 11240  | 松坡区   | ソンパグ           | 송파구       |      | 1988年1月1日  | 江東区から分離                                   | 33.90km2 | 662,961  | 19,556           | 国民の力   |
| 11250  | 江東区   | カンドング         | 강동구       |      | 1979年10月1日 | 江南区から分離                                   | 24.58km2 | 461,630  | 18,781           | 国民の力   |

読み、各種表記は大韓民国の地方行政区画を参照のこと

## 政治

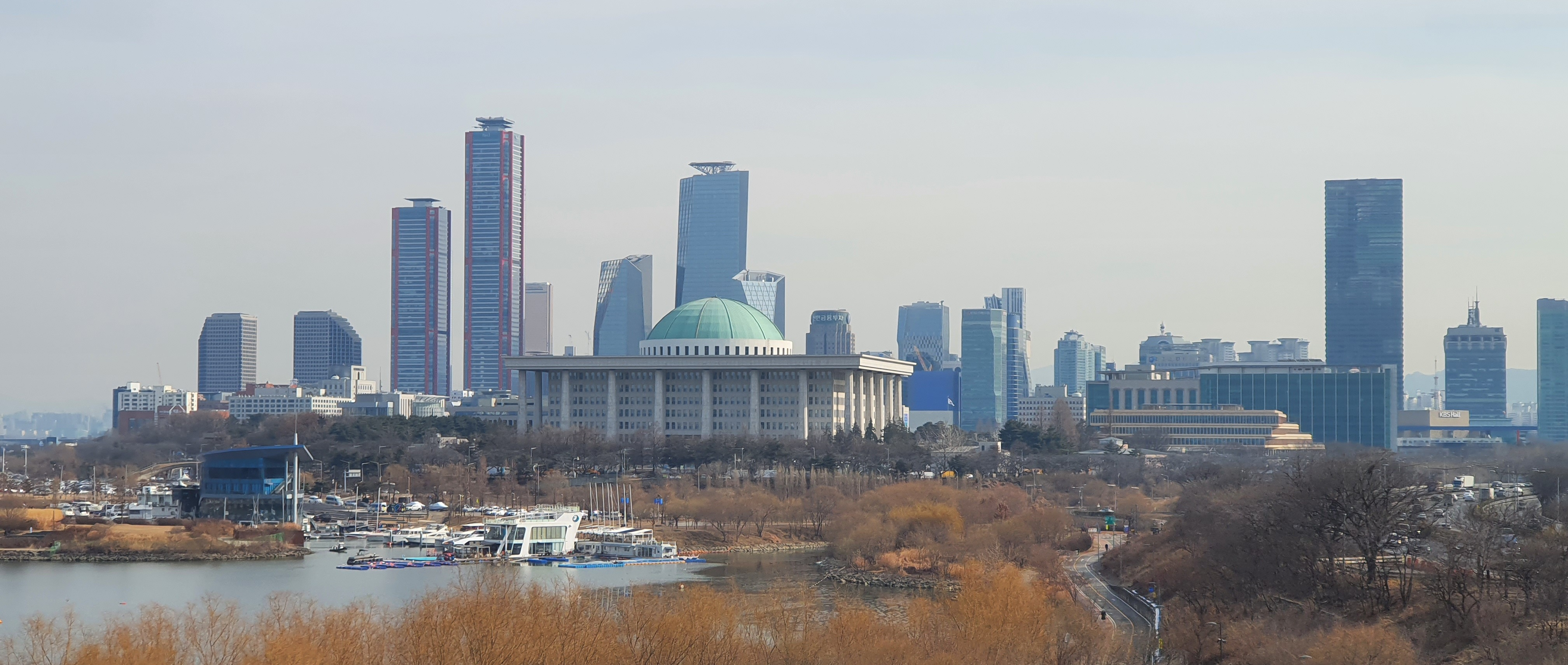
国会議事堂と行政機関の中心である汝矣島

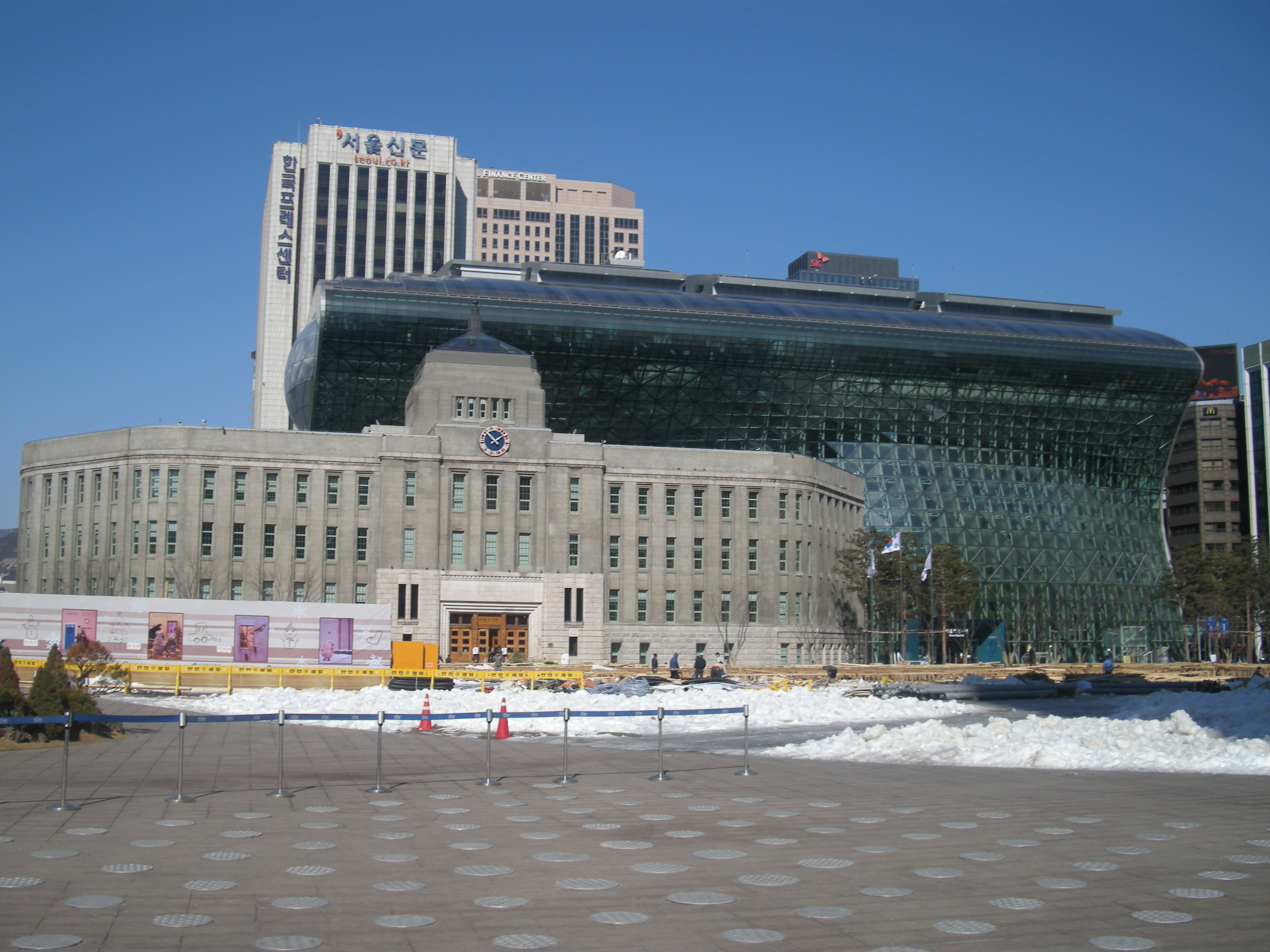
左側が日本統治時代に作られた旧市庁舎（現ソウル図書館）で、右奥が現市庁舎

ソウル市は1955年民主党創党以来1958年の第4代国会議員選挙以降、一部の総選挙を除いては民主党勢力が主に優位を占めてきた。軍部独裁政権が退陣して民主化された1990年代以降からは独裁vs民主より左派vs右派構図が強くなり、保守勢力にも民主勢力が一部含まれ、以前より民主党強勢の流れが相対的に低くなる。そのため地方選挙では思ったより保守政党出身が当選される場合もかなりある。ただし国会議員を選ぶ総選挙では主に民主党優位構図が続いている。2012年と2016年、2020年の総選挙でも民主党系政党が多数派を占めた。
大統領選挙では、1987年の民主化以後の7回のうち、2007年を除いた6回は民主党系政党の候補者がソウル市で1位になっている。ただし、2021年にLH公務員が高級情報を利用して不動産投機をしたという疑惑を生んだいわゆる「LH事態」以後、このような投機を適切に管理できなかったという批判を受けた文在寅政府に対するソウル民心も急変し、2022年大統領選挙と地方選挙では民主党が惨敗した。その原因としてはソウルの青年1人世帯数増加で有権者構成が変わっている中、該当層で「祖国スキャンダル」が起きたためか、相手党である国民の力にソウル市民が勝利を与えたという分析が出た。人口密集度が高すぎるソウルにおいて、その他民主党支持層が京畿道に移っている現象ともかみ合っている。ただし2022年以降、尹政権の支持率も下がる傾向が見られ、今後ソウルの民心方向は見守らなければならないものと見られる。

### 市長
1961年の軍事クーデター以後、市長は政府による任命制となっていたが、1995年に地方自治体首長の公選が復活し、1998年以降は4年ごとに選挙が行われている。現在は、2022年6月1日に執行された第8回全国同時地方選挙 (韓国)で当選し、民選4選の記録を立てたオ·セフンがソウル市長職を受け持っている.
| 代                 | 氏名   | 氏名                       | 在任期間                      | 備考 |
| 代                 | 漢字   | ハングル（読み）           | 在任期間                      | 備考 |
| ------------------ | ------ | -------------------------- | ----------------------------- | --- |
| 第39代（民選八期） | 呉世勲 | 오세훈（オ・セフン）       | 2022年7月1日～（現職)         | 韓国の地方自治体も民選制の導入以来、史上初めて民選だけで4選の記録を立てた。                                |
| 第38代（民選七期） | 呉世勲 | 오세훈（オ・セフン）       | 2021年4月8日～2022年6月30日   | ソウル特別市長として再登板（三選目）。                                                                     |
| （職務代理）       | 徐正協 | 서정협（ソ・ジョンヒョプ） | 2020年7月10日～2021年4月7日   | ソウル市行政1副市長。 急死した朴元淳の後を職務代理として継いだ。                                           |
| 第37代（民選七期） | 朴元淳 | 박원순（パク・ウォンスン） | 2018年7月1日～2020年7月9日    | ソウル市長として初の三選を果たした。2020年7月9日ソウル市内の山中で遺体となって発見。                       |
| 第36代（民選六期） | 朴元淳 | 박원순（パク・ウォンスン） | 2014年7月1日～2018年6月30日   | 国政与党であるセヌリ党の鄭夢準を破り再選。                                                                 |
| 第35代（民選五期） | 朴元淳 | 박원순（パク・ウォンスン） | 2011年10月27日～2014年6月30日 | 野党統一候補として与党ハンナラ党の羅卿瑗を破り当選。                                                       |
| （職務代理）       | 権寧奎 | 권영규（クォン・ヨンギュ） | 2011年8月27日～2011年10月26日 | ソウル市行政1副市長。市長職を辞任した呉世勲の後を職務代理として継いだ。                                    |
| 第34代（民選五期） | 呉世勲 | 오세훈（オ・セフン）       | 2010年7月1日～2011年8月26日   | 民主党など野党が支援する前国務総理の韓明淑候補を僅差で破って再選。給食無償化をめぐる住民投票不成立で辞任。 |
| 第33代（民選四期） | 呉世勲 | 오세훈（オ・セフン）       | 2006年7月1日～2010年6月30日   | 元ハンナラ党国会議員                                                                                       |
| 第32代（民選三期） | 李明博 | 이명박（イ・ミョンバク）   | 2002年7月1日～2006年6月30日   | 後に大韓民国大統領                                                                                         |
| 第31代（民選二期） | 高建   | 고건（コ・ゴン）           | 1998年7月1日～2002年6月30日   | 盧武鉉政権初期の国務総理。                                                                                 |
| （職務代理）       | 姜德基 | 강덕기（カン・トクキ）     | 1997年9月10日～1998年6月30日  | 大統領選挙出馬のため市長職を辞任した趙淳の後を職務代理として継いだ。                                       |
| 第30代（民選一期） | 趙淳   | 조순（チョ・スン）         | 1995年7月1日～1997年9月9日    | 1997年の大統領選挙において民主党の大統領候補に指名されたため、市長を辞職した。                             |

出典：역대 서울시장（歴代ソウル市長）。尚、民選以前の任命制時代も含めた歴代市長については、「ソウル特別市長」を参照。

### 教育監
第20代、第21代、第22代ソウル特別市教育監 曺喜昖 (左派性向、3当選) 在任期2014年7月1日から2026年6月30日（予定）

### 市議会
112議席（地域区101議席＋比例代表11議席）地域区は小選挙区制。比例代表議員当選者配分のための基準は、政党得票5%以上を獲得した政党に限って、各政党ごとに得た得票率に比例代表議席数をかけた定数で算出された人数を計算する。
|            |                     | 合計 | 政党 | 政党   | 政党 | 政党 |
| 共に民主党 | 国民の力 (市政与党) | 合計 | 諸派 | 無所属 |      |      |
| 合計       | 合計                | 112  | 36   | 76     | 0    | 0    |
| ---------- | ------------------- | ---- | ---- | ------ | ---- | ---- |
| 選挙区別   | 地域区              | 101  | 31   | 70     | 0    | 0    |
| 選挙区別   | 比例代表            | 11   | 5    | 6      | 0    | 0    |

出典：“ソウル特別市議会ホームページ”を参照（2018年10月21日閲覧）。
韓国における地方議会選挙自体は、朝鮮戦争最中の1952年5月10日に初めて行われたが（詳細）、ソウル特別市では選挙が実施できず、休戦後の1956年8月10日に初めて市議会議員選挙が行われた。しかし、2回目の選挙（1960年12月）が行われた翌年の1961年5月に発生した軍事クーデター（5・16軍事クーデター）で発足した軍事政権（国家再建最高会議）の布告4号により、地方自治が停止され市議会は解散させられた。その後、1987年に民主化が実現したことで地方自治が復活、1991年6月に行われた市議会議員選挙後の同年7月、30年ぶりにソウル市議会が復活した。
以後、4年毎に選挙が行われている（ただし1995年選挙は特例で議員任期3年）。なお市議会庁舎は、1975年まで国会議事堂として使用されていた旧京城府民館（1935年竣工）の建物を使用している。

### 対日関係
- 2019年8月2日 - ソウル市は、日本がキャッチオール規制の運用見直しを決めたことにより被害を受ける企業に対し、2000億ウォン規模の緊急資金支援を決定。日本の地方自治体との交流を中断する対抗案の検討も発表[30]。
- 2019年9月6日 - ソウル市議会は、日本を対象とする戦犯企業製品の購買を制限する条例を通過させた[31]。
- 2023年から日本人弁護士を騙るテロ脅迫ファクスが相次いで送られる事件が発生している。朝鮮日報によると、これは日本右翼のサイバーテロ集団である、「オウム真理教」をパロディーしたある架空の宗教の構成員が行って見られている[32]。

## 経済

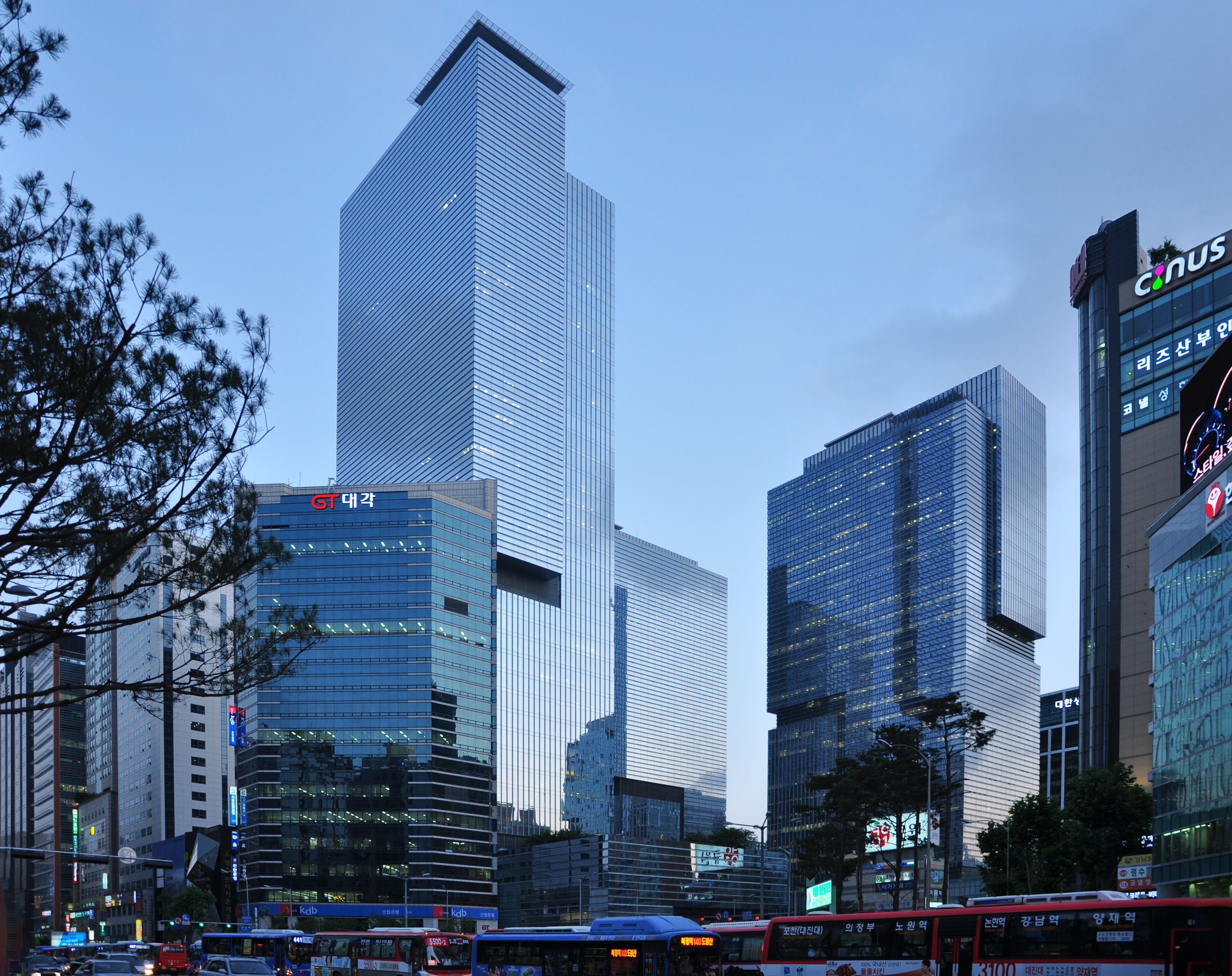
江南にあるサムスン電子本社

韓国経済の中心であり、世界屈指の経済都市でもある。2021年のソウル都市圏の総生産は1兆1250億ドルであり、東京都市圏、ニューヨーク都市圏、ロサンゼルス都市圏に次ぐ世界4位の経済規模を有する。これらは東京都単体のGDPと同程度と世界的には極めて高い経済規模である。
サムスン、LG、ヒュンダイをはじめとする韓国企業の本拠地としてソウルは成長を遂げてきた。韓国外換銀行はソウルに所在する。ソウルの面積は韓国全土の面積に対して0.6%でありながら、全人口の20%が集中する極端な一極集中のもと、国全体の国民総生産の21%を生み出している。
2008年に米国のマスターカード・ワールドワイドが発表した世界ビジネス都市ランキングでは、ソウルは世界第9位の都市との評価を得ている。フォーチュン・グローバル500においては、世界レベルの大企業の本社数が世界で6番目に集積している都市と評価されている。また、2022年の調査によると、世界11位の金融センターと評価されている。

## 交通

### 空港
- 金浦国際空港（江西区に所在。国内線中心で一部の近距離国際線が発着する）
- 仁川国際空港（隣接する仁川広域市にあり、主に国際線が多く発着しソウルの玄関口として機能している。取り扱い貨物量世界2位のハブ空港。）

### 鉄道

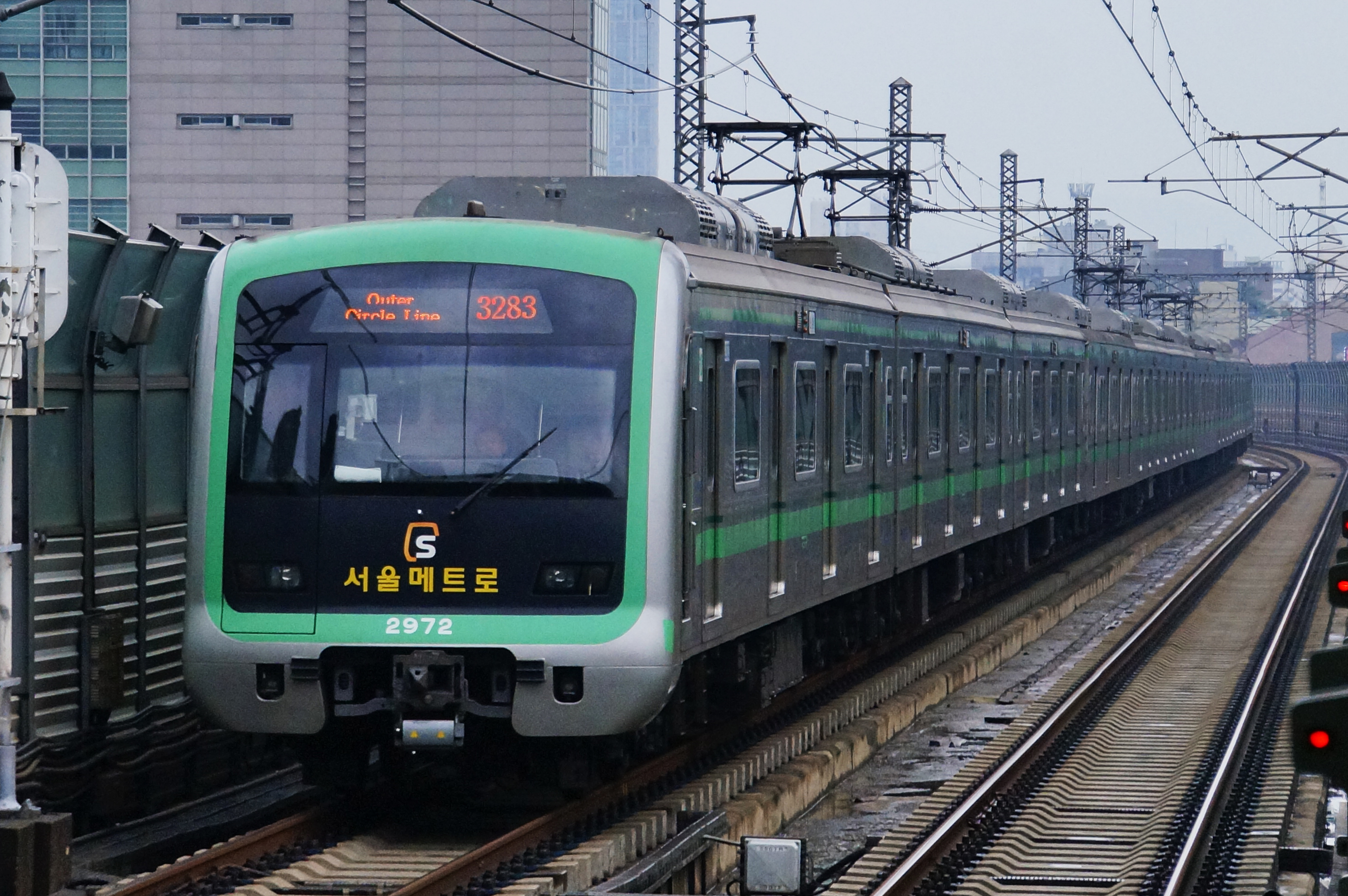
ソウル地下鉄2号線

#### ターミナル駅

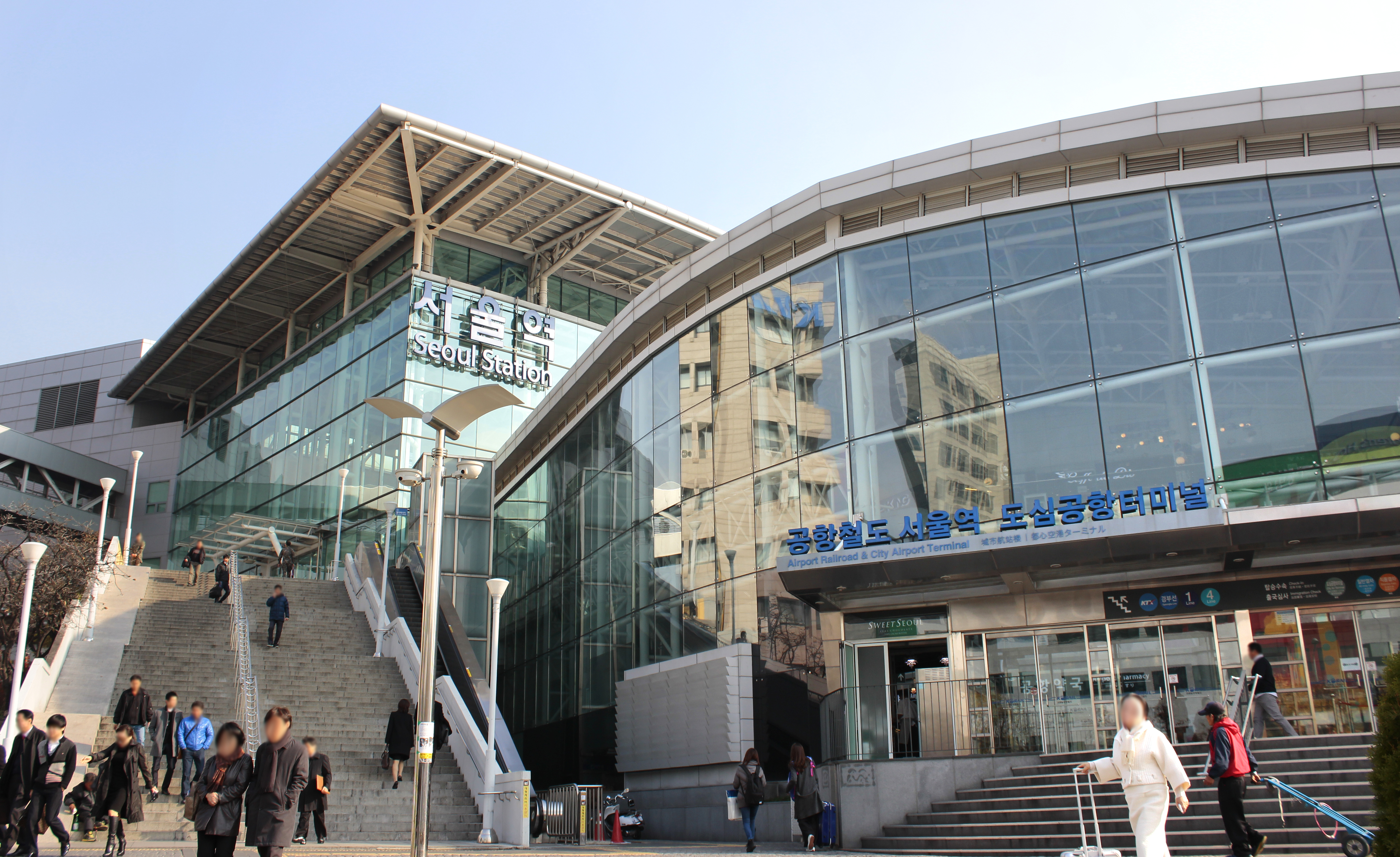
ソウル駅

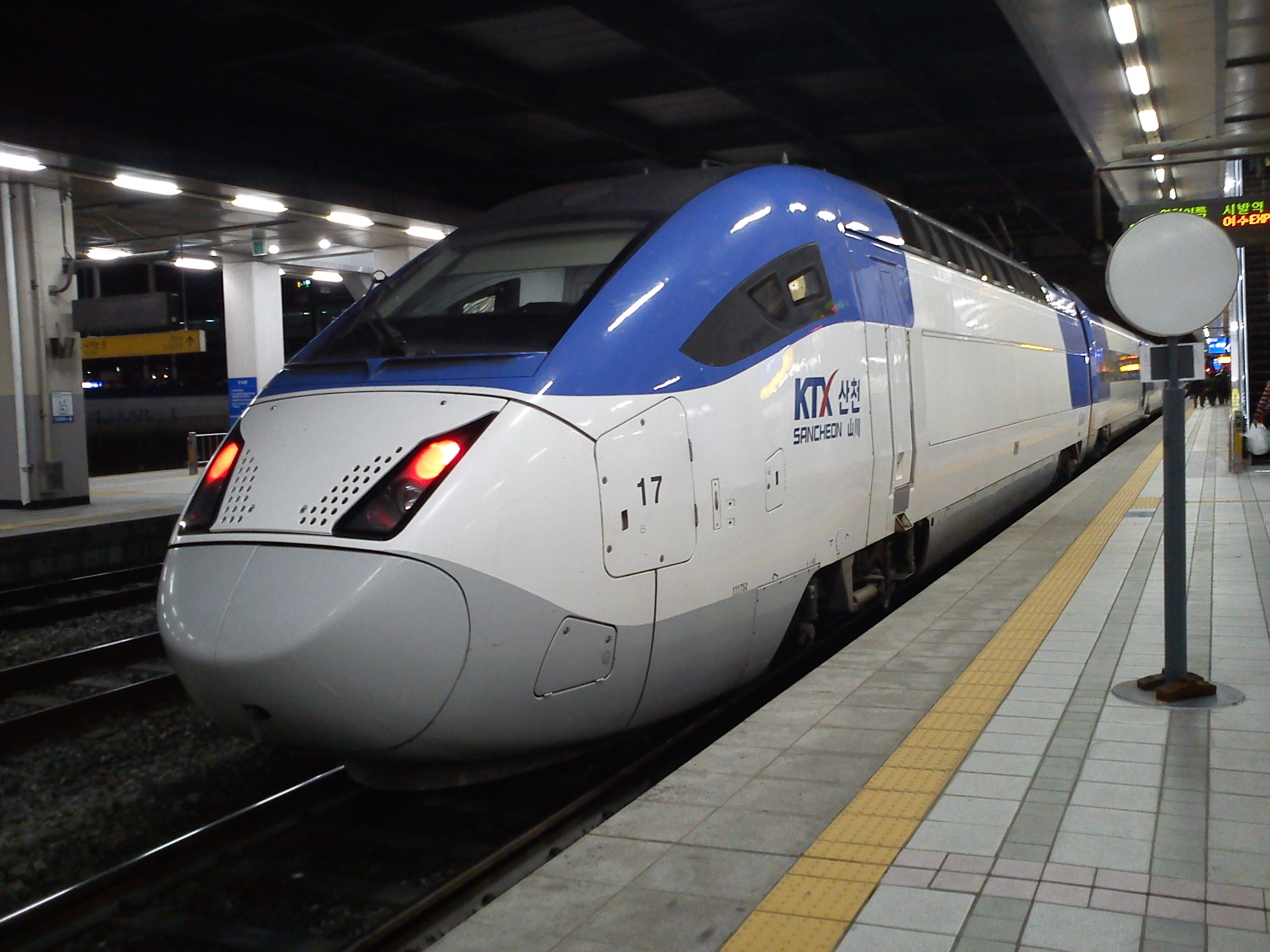
KTX

- KORAIL ソウル駅

主に京釜線・忠北線・慶全線（密陽経由）方面の列車（KTX含む）が発着する。
- KORAIL 龍山駅

主に湖南線・全羅線・長項線・慶全線（西光州経由）方面の列車（KTX含む）が発着する。
- KORAIL 清凉里駅

主に中央線・嶺東線・太白線方面の列車（KTX含む）が発着する。
- SR 水西駅

水西平沢高速線を通る高速鉄道SRT（釜山・木浦方面）が発着する。

#### ソウル特別市内、および近郊との連絡

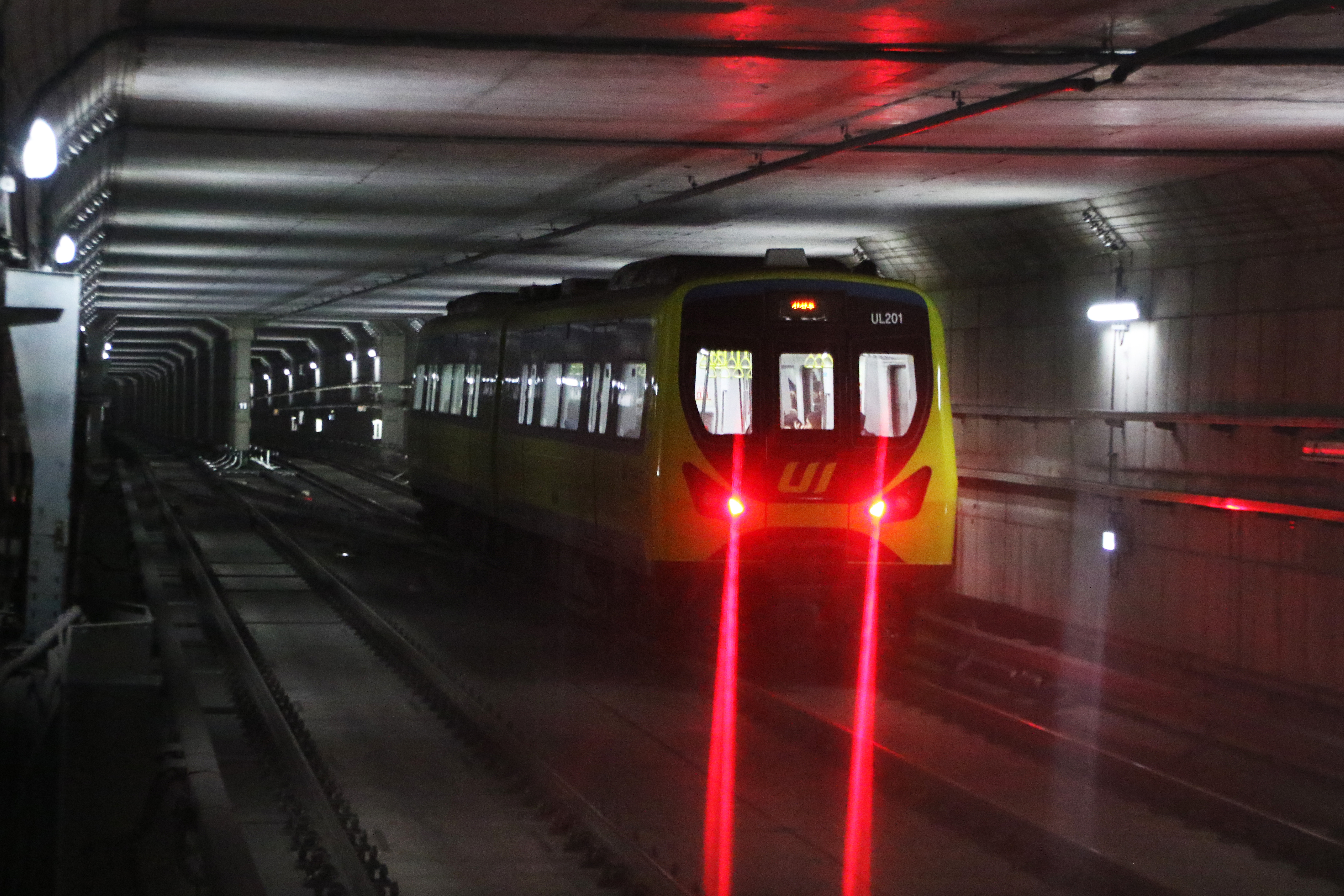
牛耳新設線

- 首都圏電鉄1、4号線（KORAILとソウル交通公社の運営）
- 地下鉄2、3、5、6、7、8号線（ソウル交通公社）
- 地下鉄9号線（ソウル市メトロ9号線株式会社・ソウルメトロ9号線運営株式会社）
- 京義・中央線、京春線、盆唐線（KORAIL）
- 仁川国際空港鉄道（空港鉄道株式会社）
- 新盆唐線（新盆唐線株式会社）
- ソウル軽電鉄牛耳新設線（牛耳新設軽電鉄株式会社）
- ソウル軽電鉄新林線（南ソウル軽電鉄株式会社）

### バス

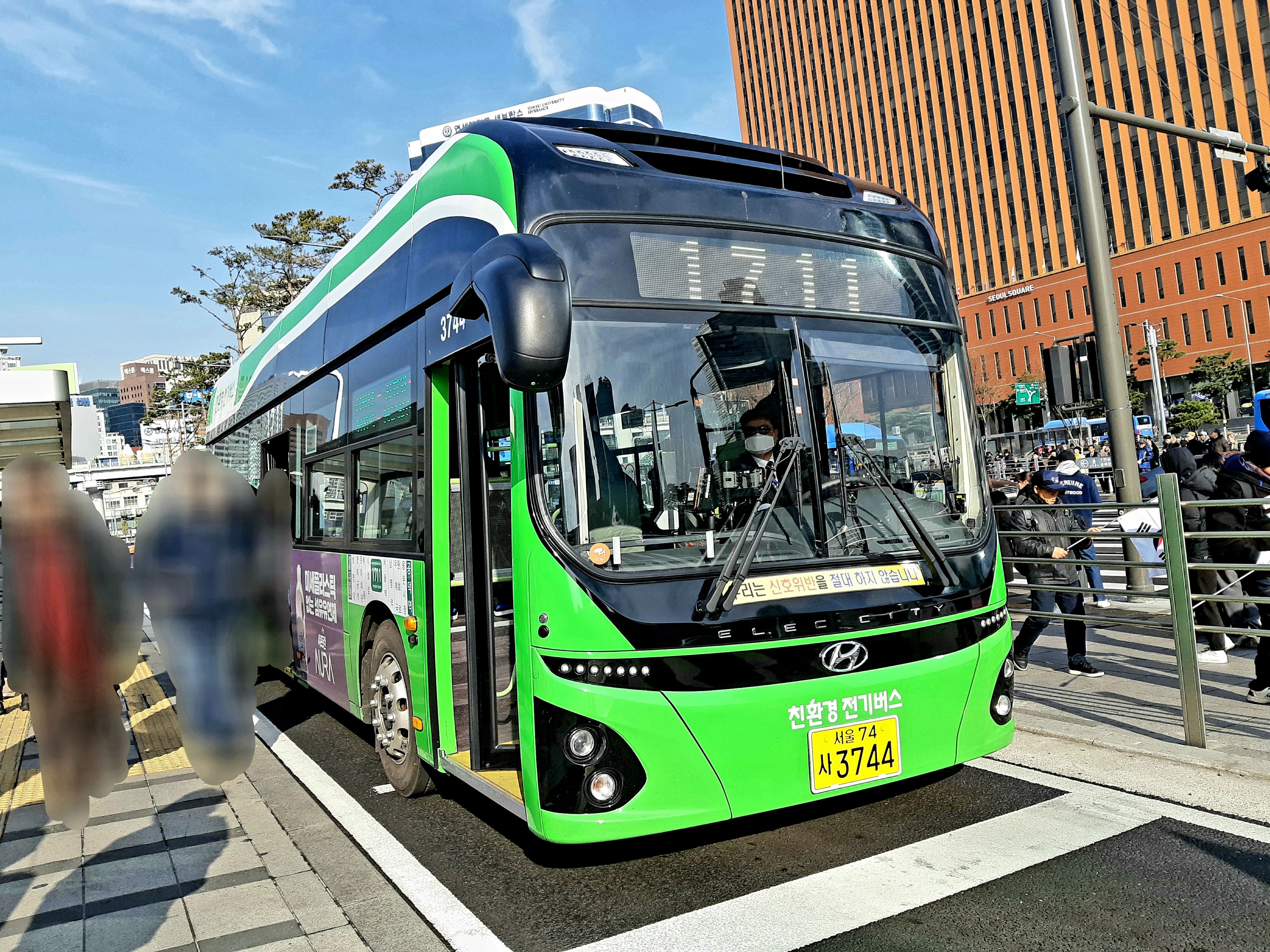
ソウルのバス(2019年型）

- ソウル高速バスターミナル

釜山、大邱等の慶尚道地域は京釜線ターミナル、江原特別自治道、全羅道地域は嶺東・湖南線ターミナルを利用する。ソウルで一番規模が大きい。
- セントラルシティターミナル

高速バスターミナルの嶺東・湖南線ターミナル部分。
- 東ソウル総合ターミナル

高速バスの一部と市外直行バスが発着し、近距離から中距離のバスが多く発着する。
- ソウル南部ターミナル（朝鮮語版）

ソウル市内で一番規模が小さい市外バスターミナル、主に地方の小さな町へ行く市外バスが中心に発着する。
- 上鳳ターミナル（朝鮮語版）
- 都心空港ターミナル

仁川・金浦空港行きノンストップ空港リムジンバスターミナル。チェックインカウンターがある。
- ソウルシティツアーバス（観光向け路線バス）

### 高速道路
- 京釜高速道路（1号線）

良才インターチェンジ-
- ソウル外郭循環高速道路（100号線）

松坡インターチェンジ、上一インターチェンジ - 江一インターチェンジ
- 京仁高速道路（120号線）

新月インターチェンジ
- 仁川国際空港高速道路（130号線）

金浦空港インターチェンジ - 88ジャンクション

### 国道
- 国道1号
- 国道3号
- 国道6号
- 国道39号線 (韓国)
- 国道43号線 (韓国)（朝鮮語版）
- 国道46号
- 国道47号線 (韓国)（朝鮮語版）
- 国道48号
- 国道77号

## 観光・繁華街・業務地区

### 観光地

#### 史跡

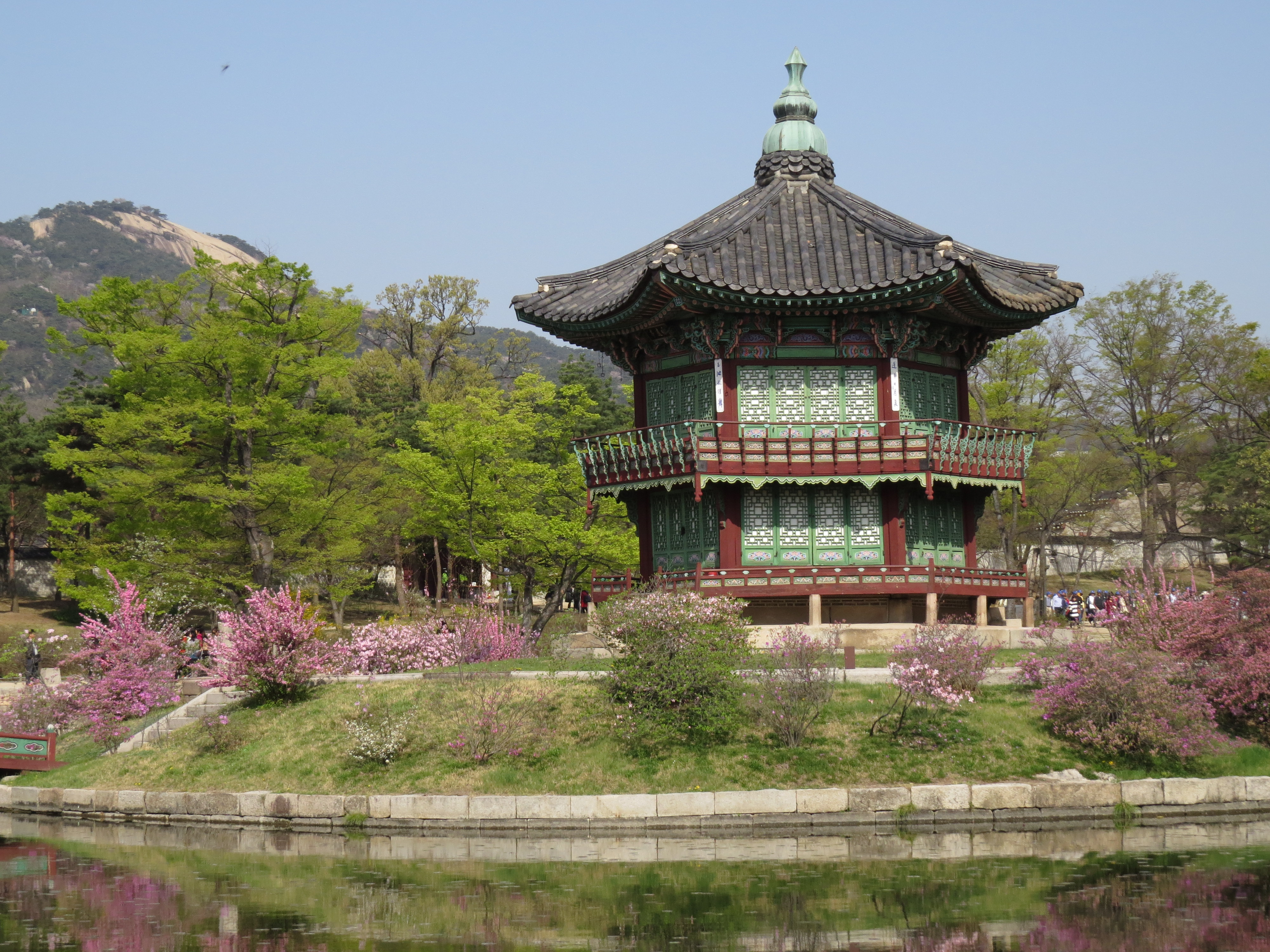
景福宮香遠亭

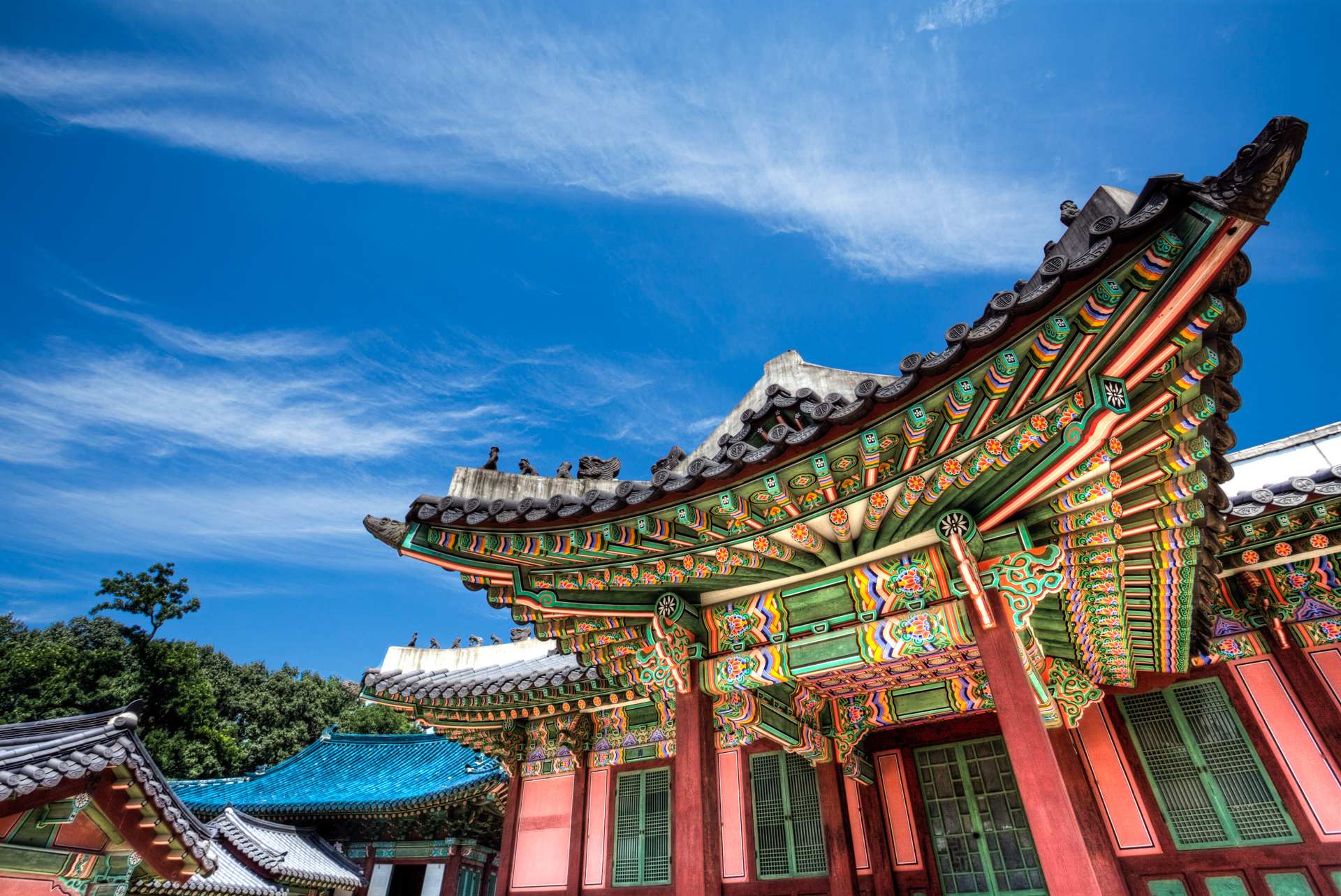
昌徳宮

- 朝鮮の宮殿 : 景福宮, 昌徳宮（世界遺産）, 徳寿宮, 昌慶宮, 慶熙宮, 雲峴宮
- 光化門
- 宗廟（世界遺産）
- 漢陽城郭道 : 南大門, 東大門
- 北村韓屋村
- 南山韓屋村
- 益善洞韓屋村
- 奉恩寺
- 曹渓寺 (ソウル特別市)
- 宣靖陵(朝鮮王陵)（世界遺産）: 朝鮮王陵の一つに過ぎないが、江南の繁華街であるテヘラン路とコエックスの間に位置している。朝鮮第9代王成宗と王妃の墓であり、奉恩寺は墓を守るために建てられた寺である。
- 普信閣
- 石坡亭
- 圜丘壇
- 明洞聖堂
- 西大門刑務所
- 独立門
- 石村洞古墳群
- 北漢山城
- 南漢山城（世界遺産）: 行政区域上、ソウルではなく京畿道広州市に位置しているが、漢陽(ハヤン)市を守るためにソウル市との境界に建てられた史跡。

#### その他

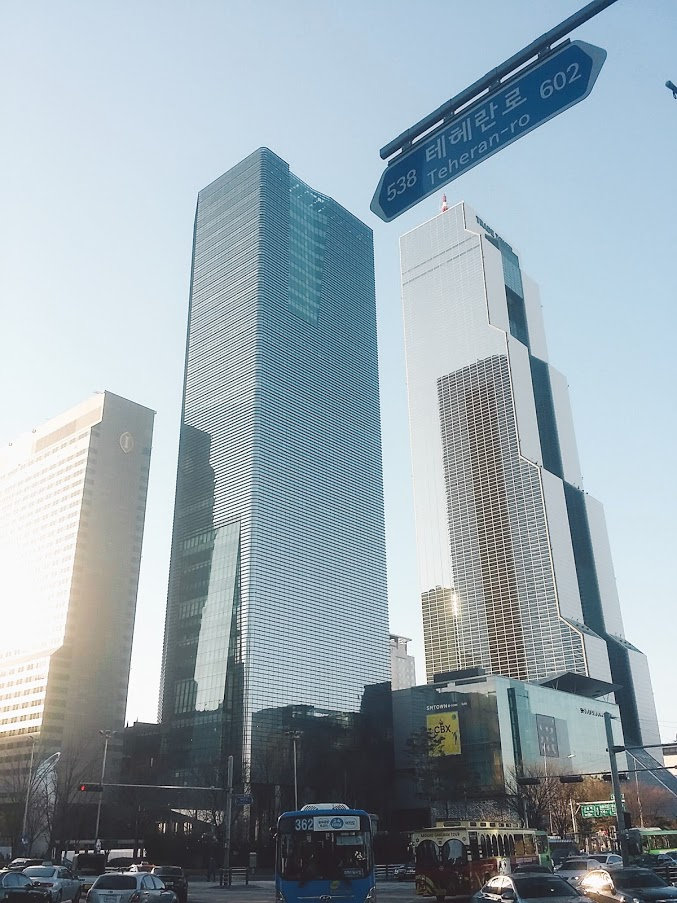
COEX

- Nソウルタワー
- 国会議事堂 (大韓民国)
- ソウル広場
- 光化門広場
- 清渓川
- 青瓦台
- コエックス
- ロッテワールドタワー
- ロッテワールド
- 東大門デザインプラザ (DDP)
- ソウル路 7017
- 63ビルディング

### 中心業務地区
- GBC（江南/三成)：経済の中心① (2000年〜)

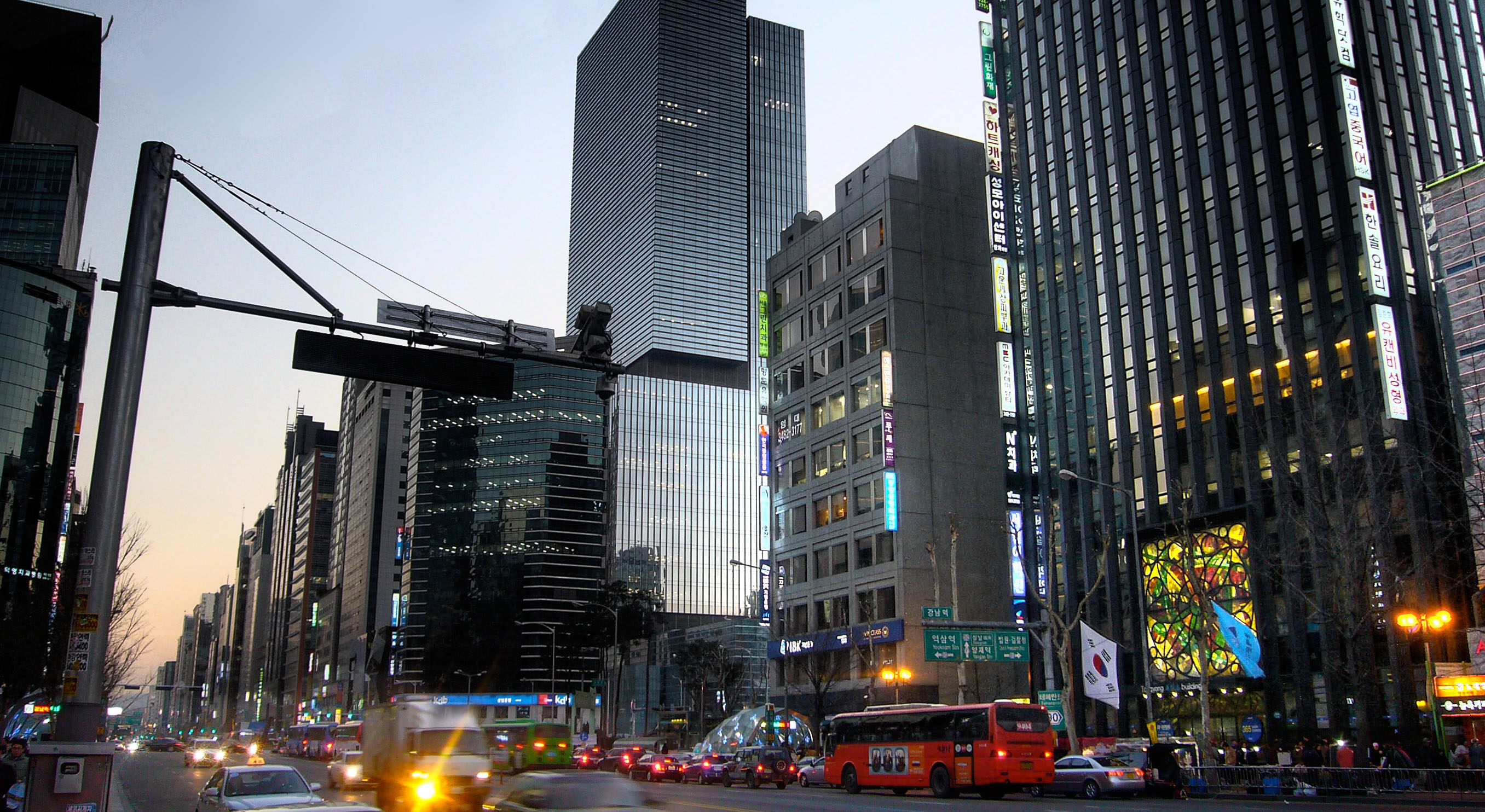
江南・江南大路

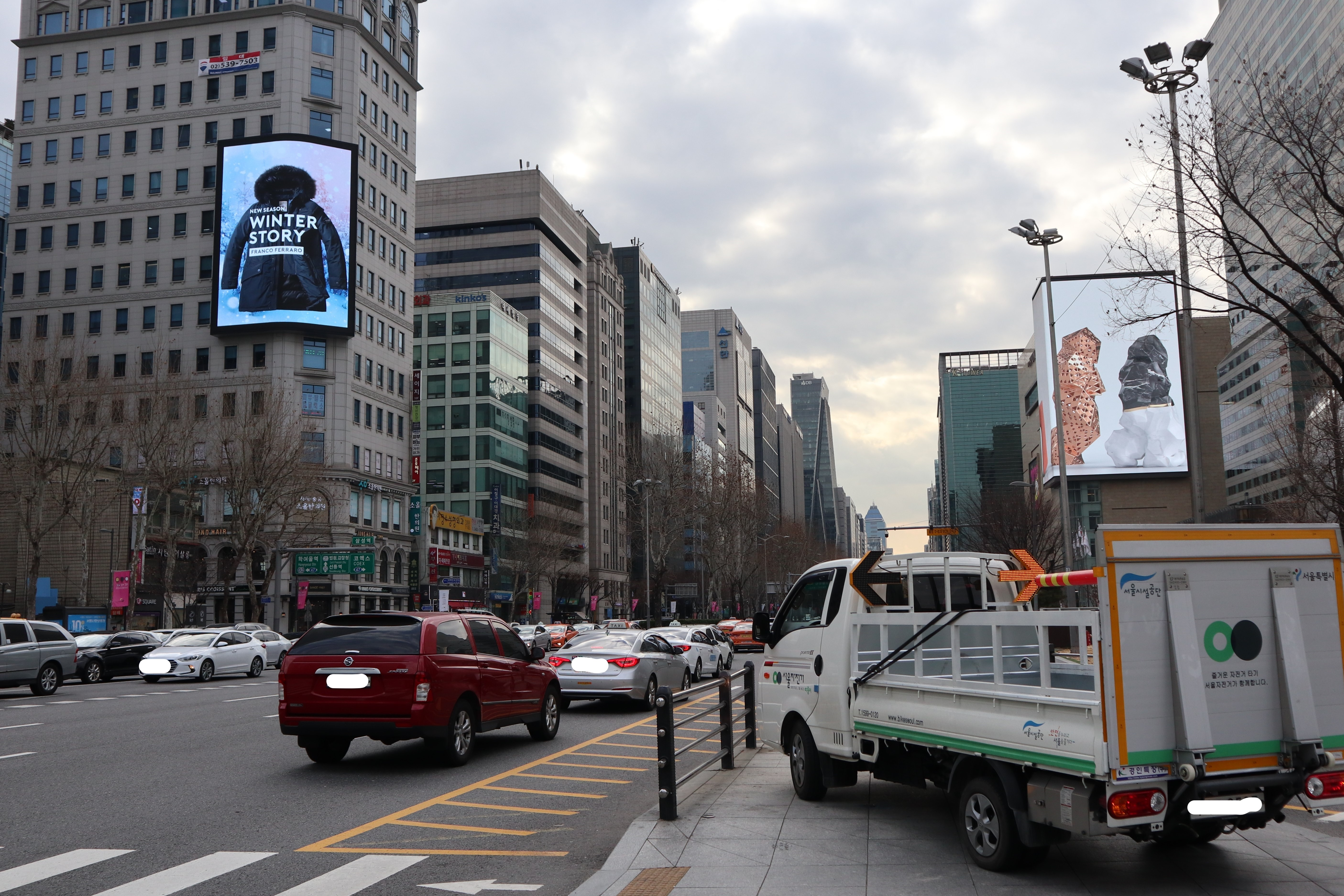
江南・テヘラン路

- CBC (鍾路/光化門周辺):経済の中心② (1394年〜)

- YBC (汝矣島)：政治・金融の中心

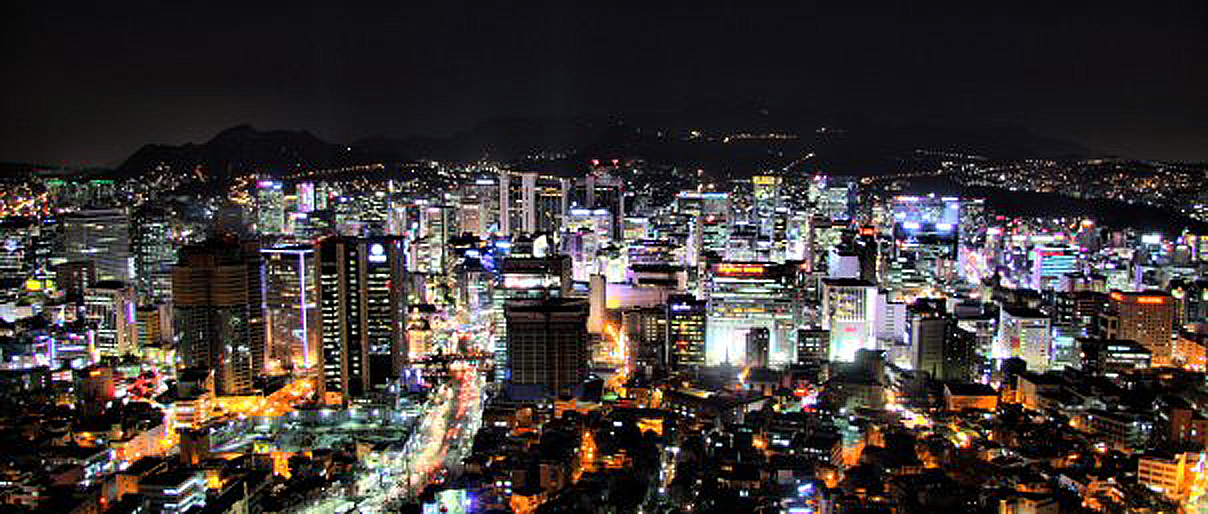
CBC全景

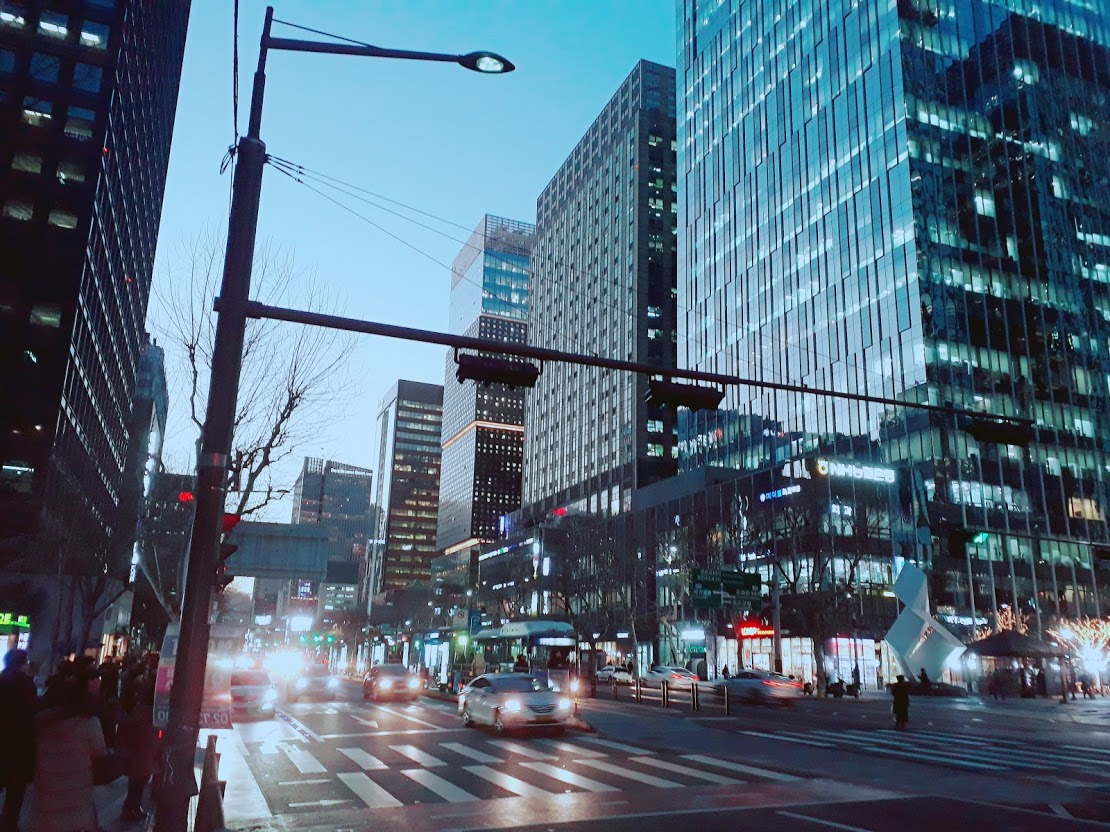
鍾路

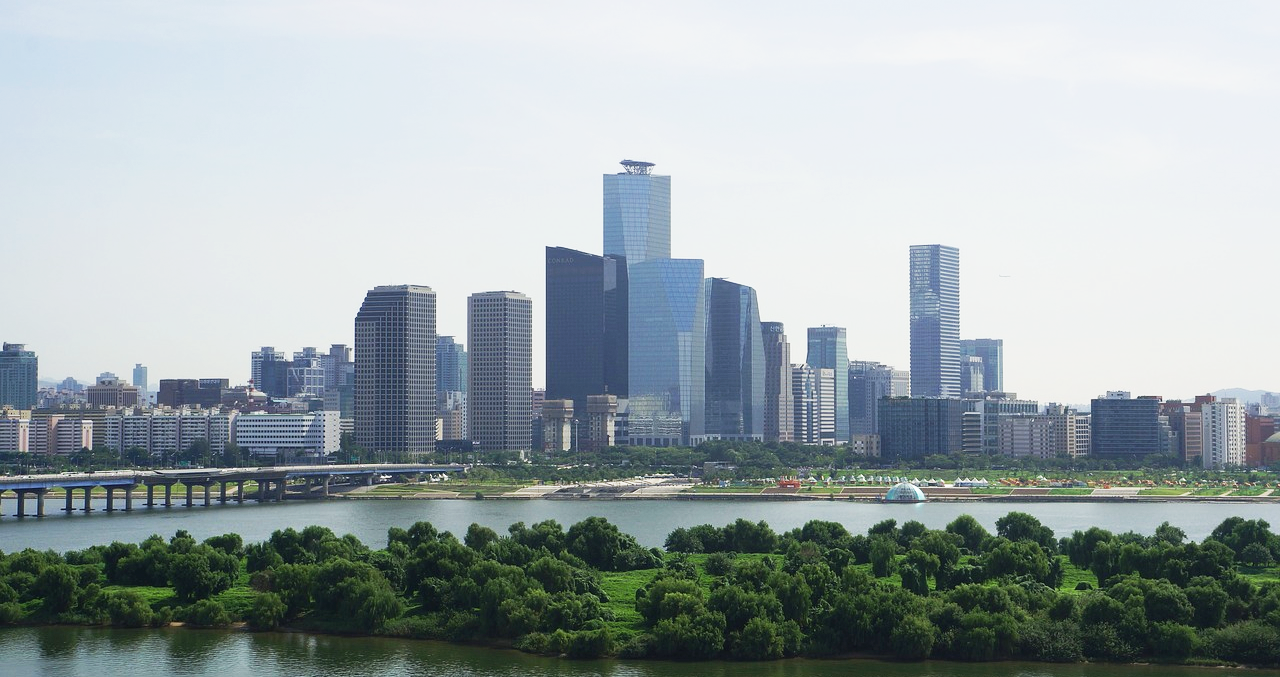
汝矣島

- YIBT (龍山)：政治, 経済の中心③ (2030年〜)、米軍基地返還に伴う大規模開発予定地区. 2022年大統領官邸がここに移転。
- DMC (デジタルメディアシティ)：メディアの中心に建設予定の600m級の超高層ビル、ソウルランドマークタワー
- 蚕室：中規模業務地区

- 孔徳：中規模業務地区

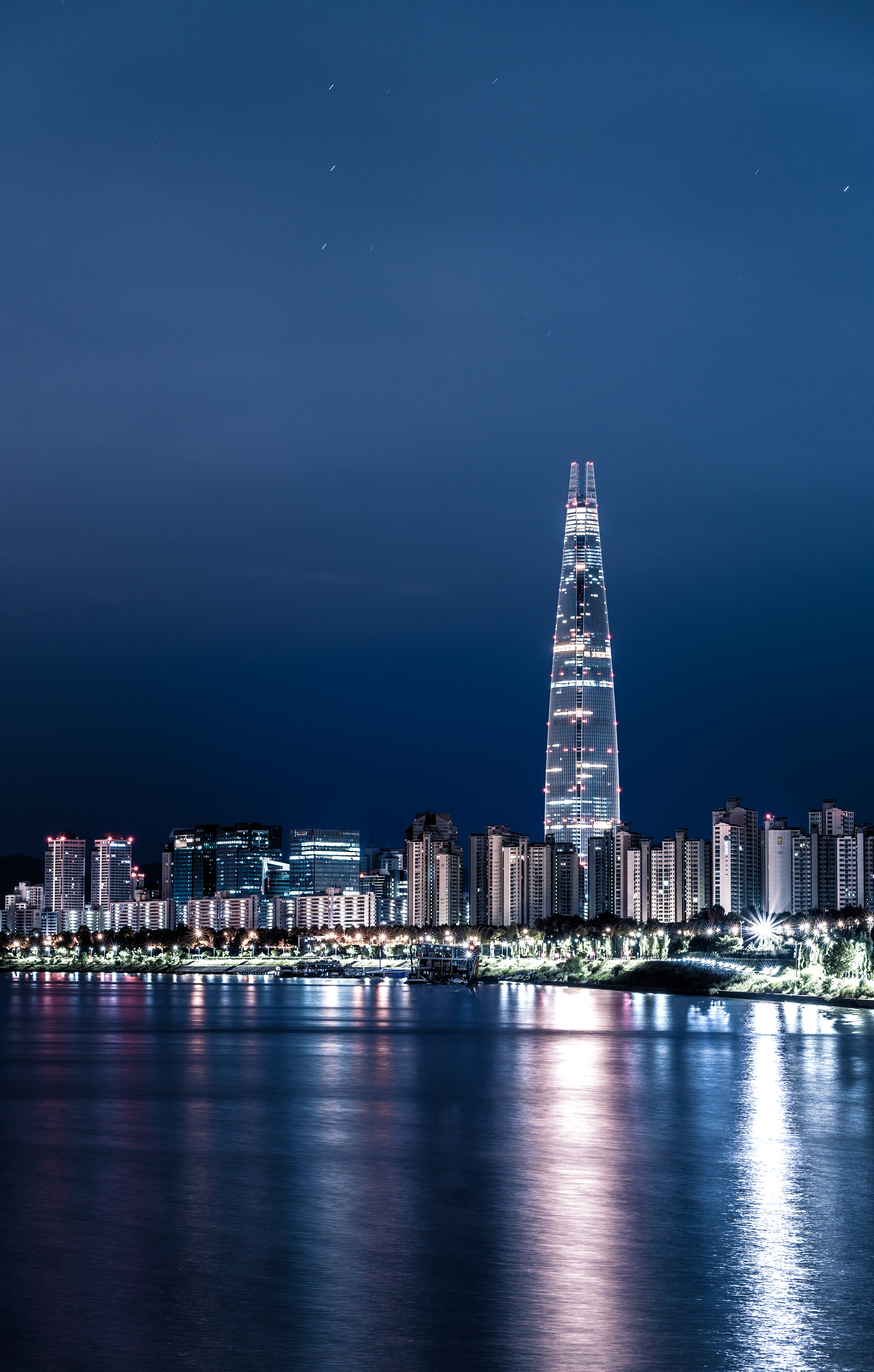
蚕室にそびえたつロッテワールドタワー

- STP：かつてのサムスングループとその系列会社の総合本社・マンション群。

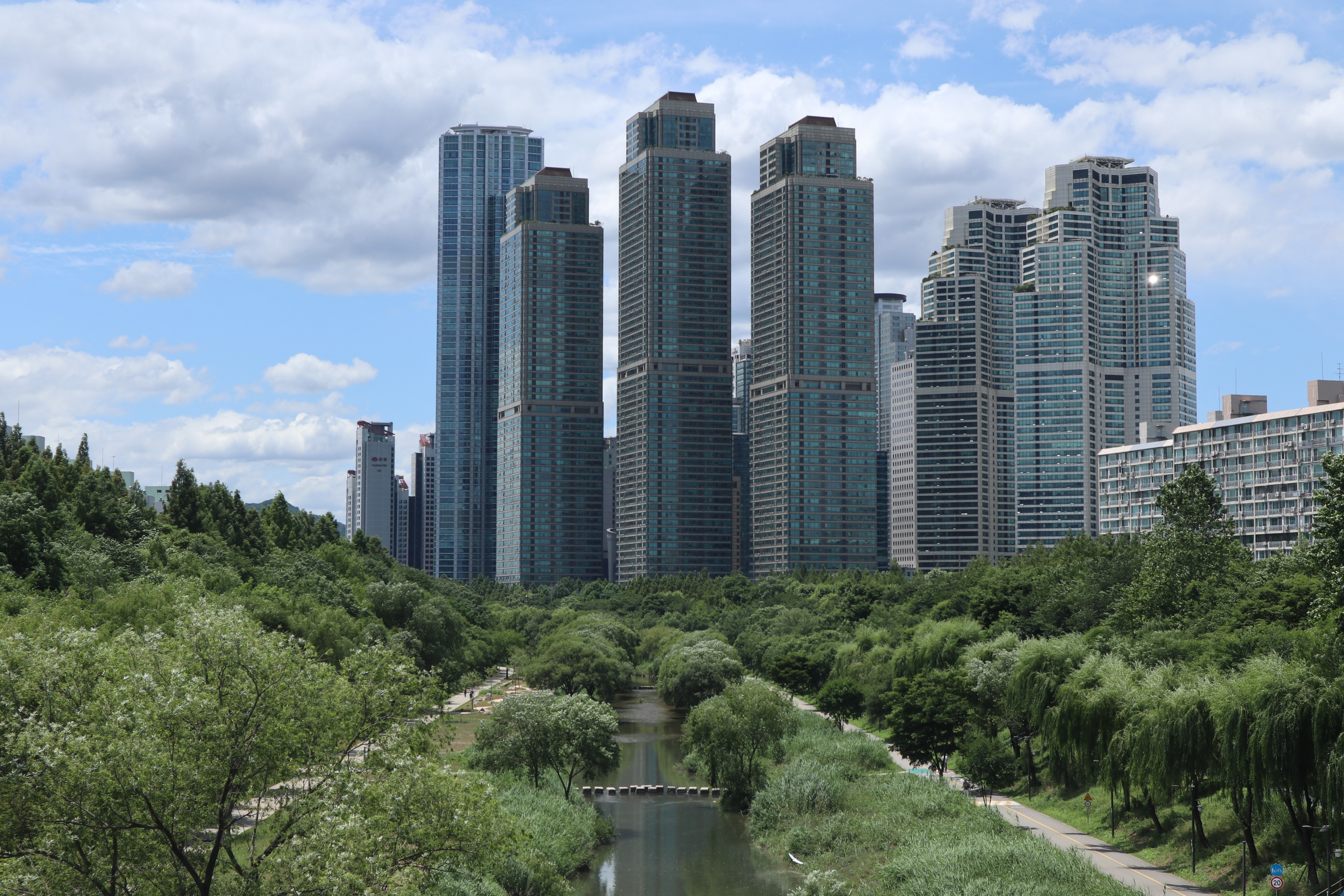
サムスンタワーパレスと良才川

### 繁華街
- 狎鴎亭 (江南)：飲食店街、ファッション街

- 明洞（鍾路)：飲食店街、ファッション街

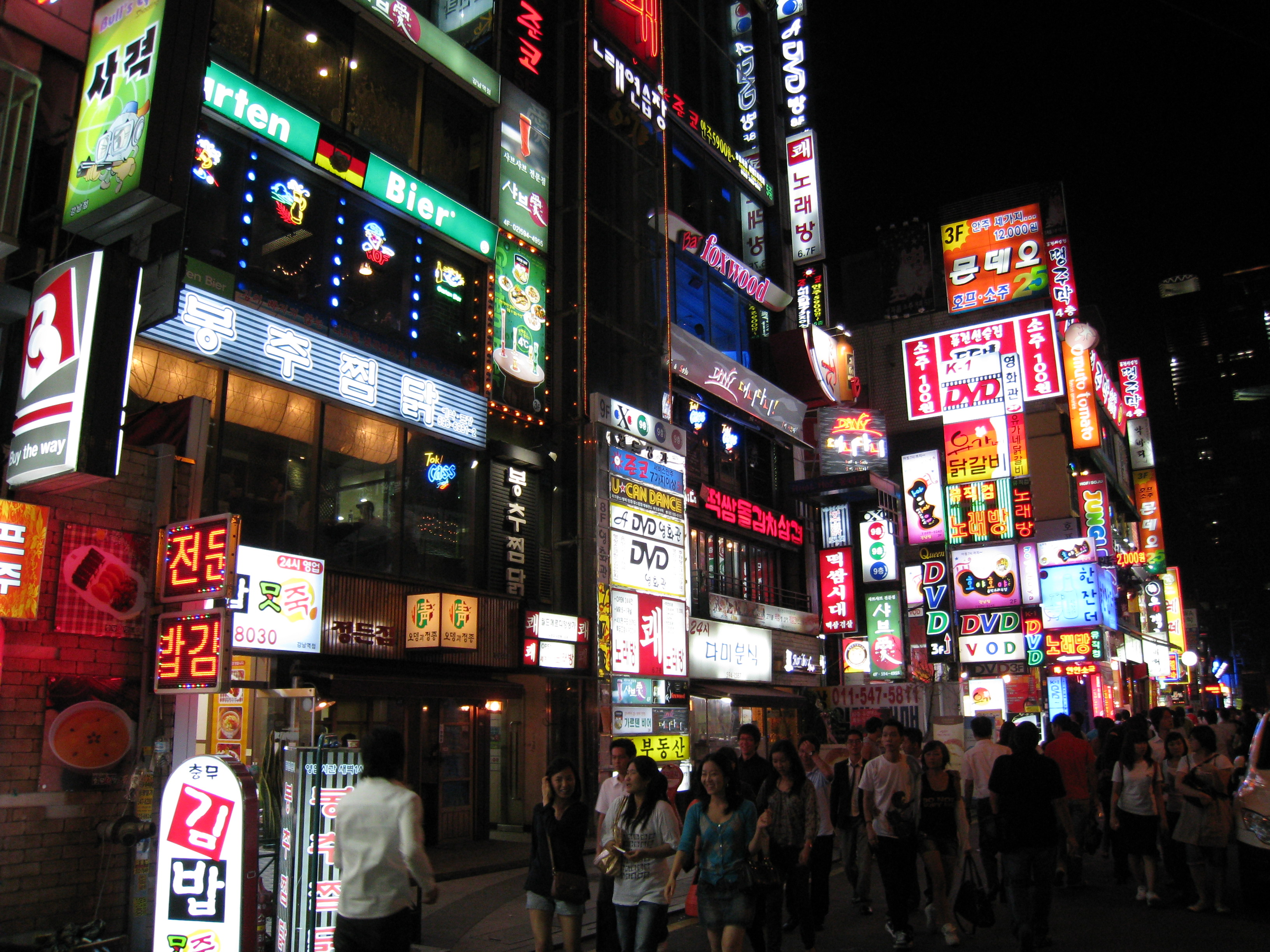
狎鴎亭(2008年)

- 広蔵市場 : 屋台の食べ物が多く、ソウルを代表する市場

- 東大門：デパート群、ファッション街、市場

- 南大門：市場

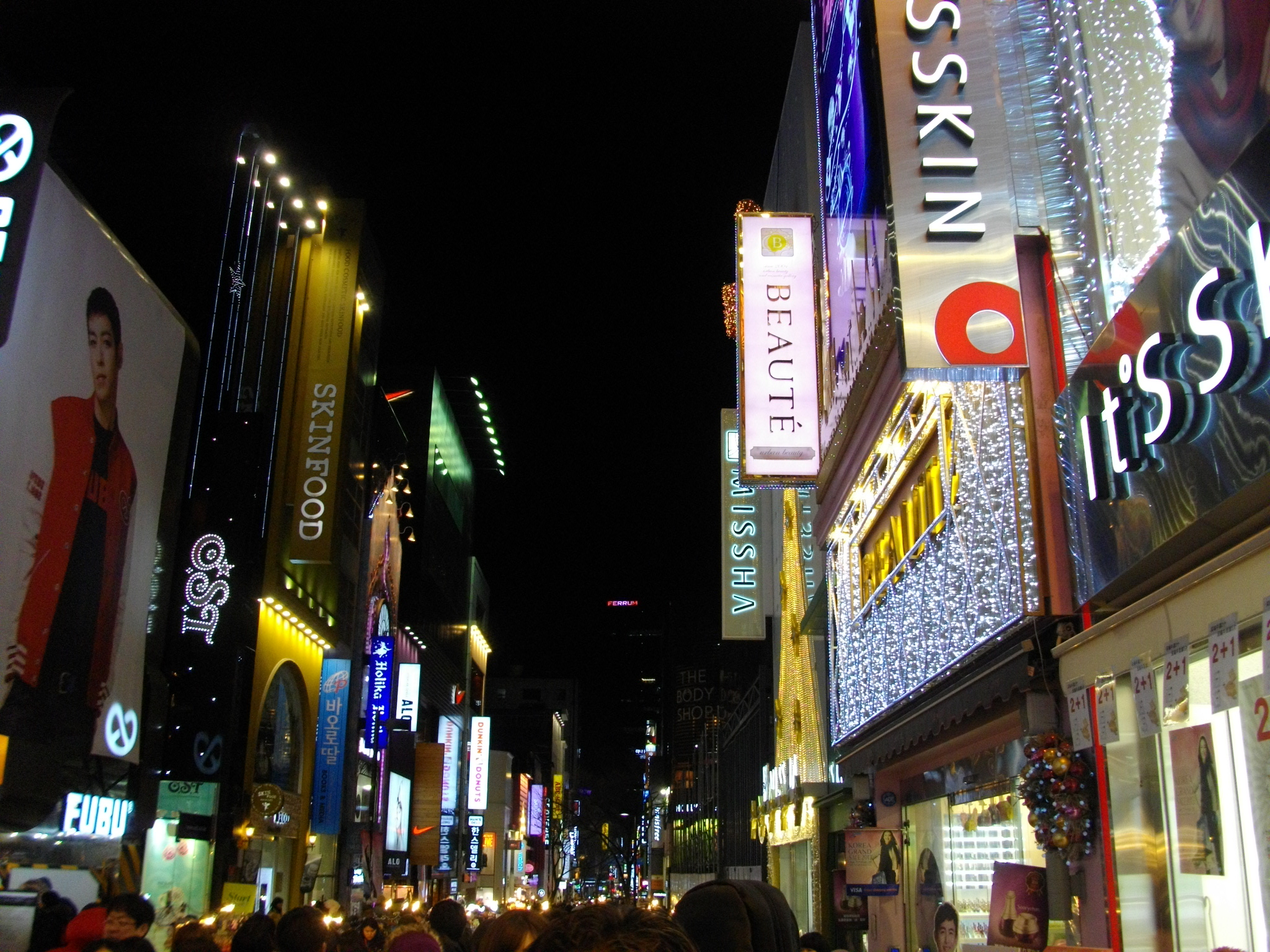
明洞

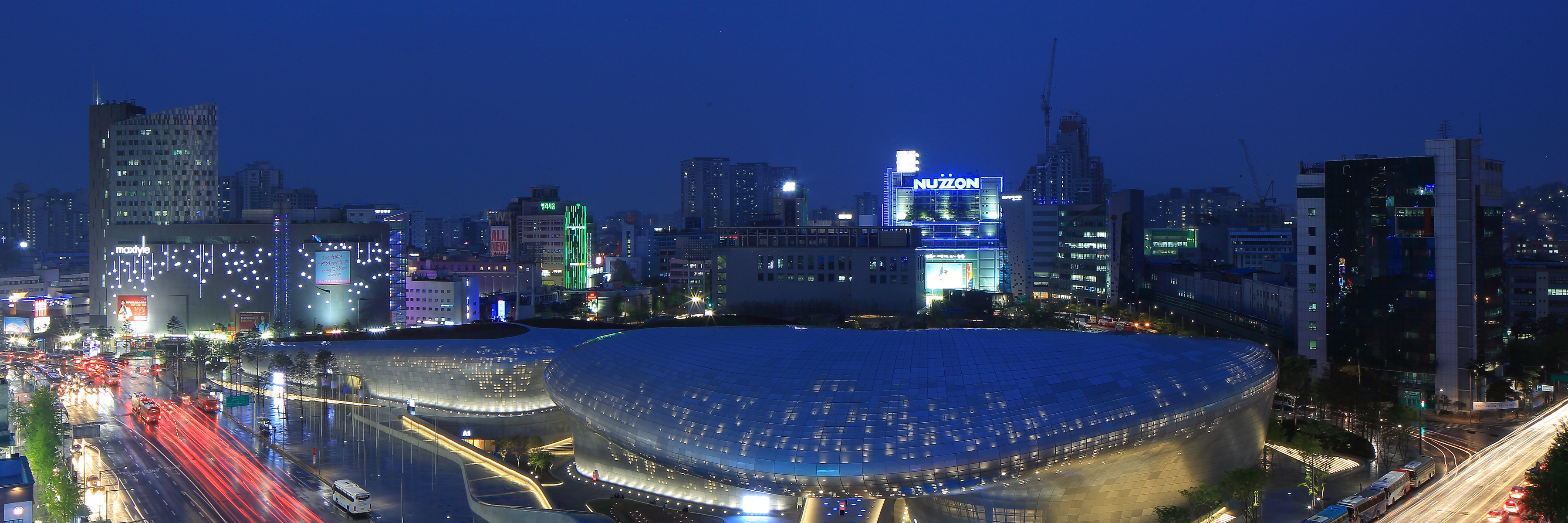
東大門デザインプラザ

- 弘大 (弘益大学校周辺)：飲食店街、ファッション街、カフェ

- 建大 (建国大学周辺)：飲食店街、カフェ

- 梨泰院：飲食店街、在韓外国人街
- 仁寺洞：カフェ、旧骨董店街

- 新村
- 大学路
- 新沙洞 街路樹通り

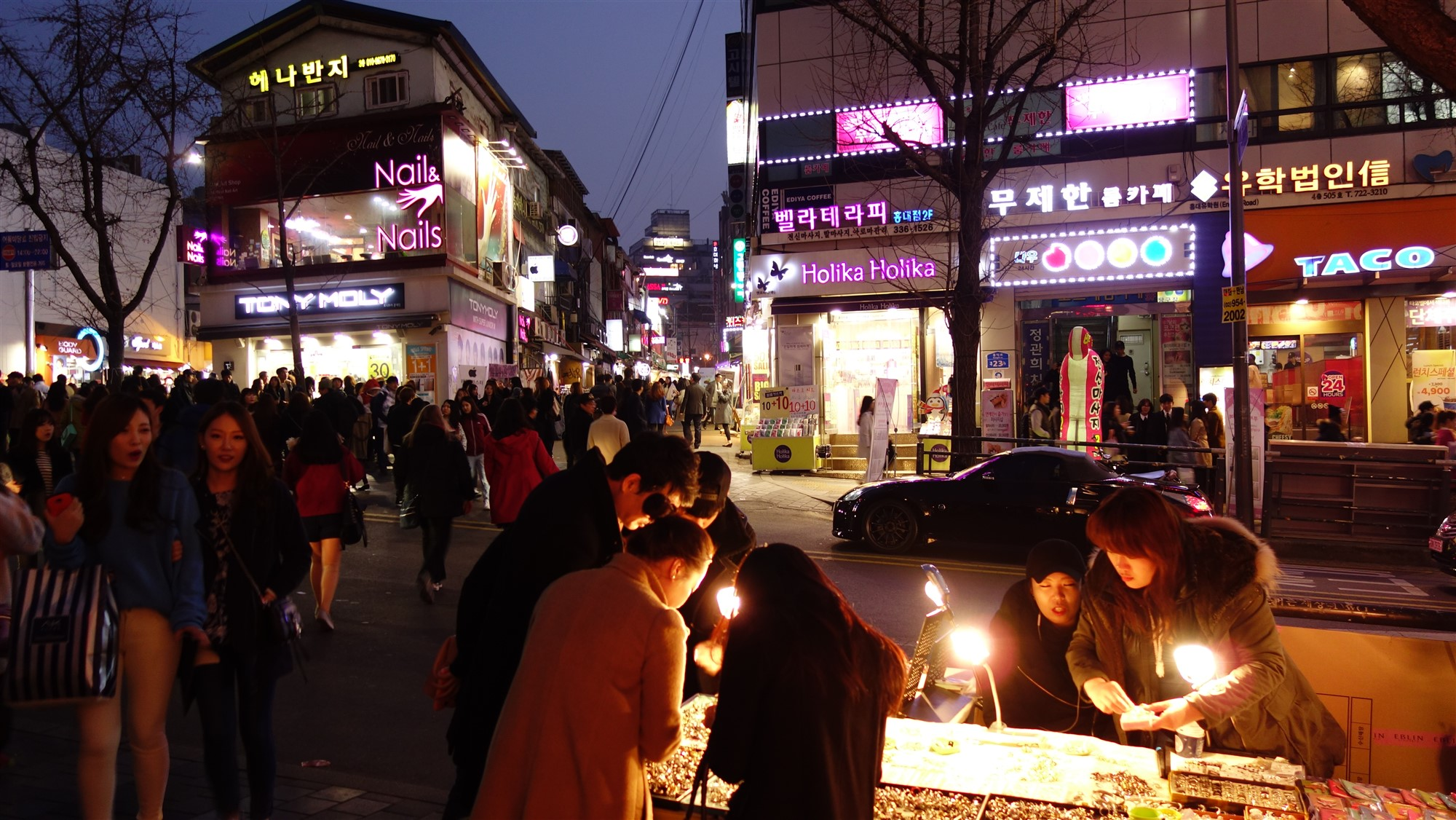
弘大

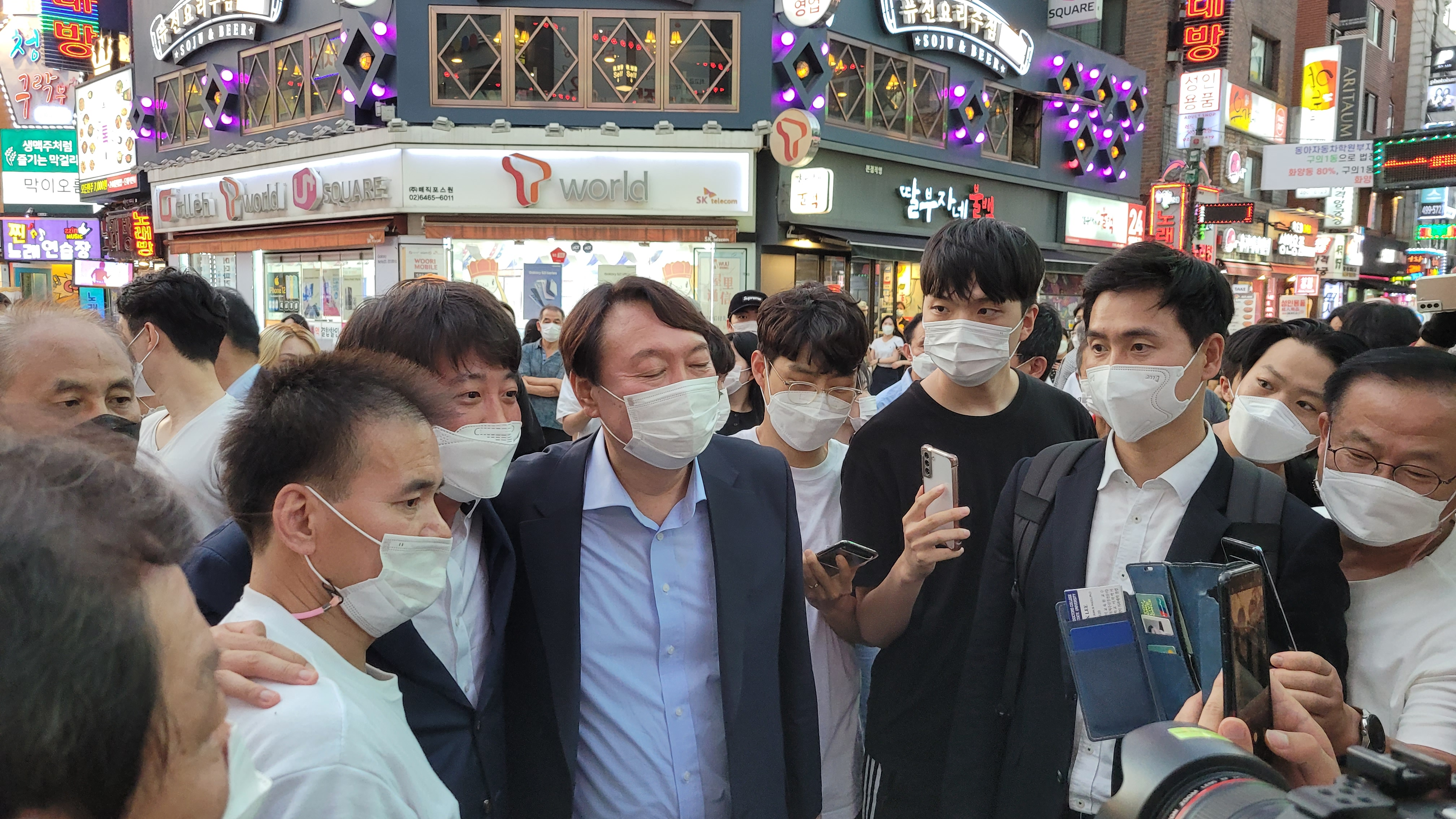
建大うまいもん横丁

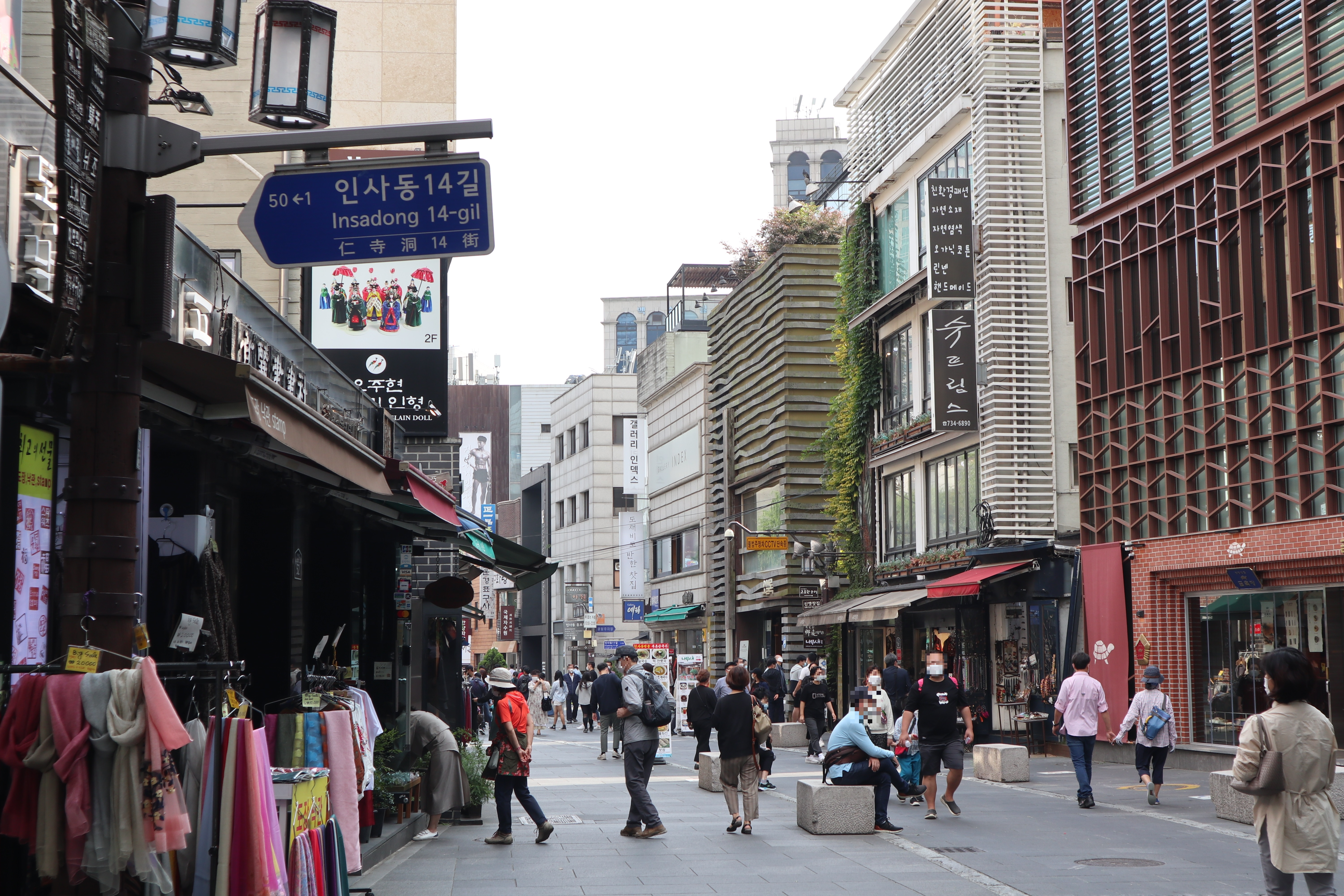
おしゃれなカフェが並ぶ仁寺洞は、かつて骨董好きの日本人にとってソウルきっての観光名所であった。

- 漢南洞 : ブチョンとカフェ街があるところ

### イベント
- 燃灯会

## 施設

### 博物館・美術館
- 韓国国立中央博物館
- 戦争記念館
- サムスン美術館 Leeum
- ソウル歴史博物館
- 澗松美術館
- 大韓民国歴史博物館
- 国立現代美術館ソウル館
- 国立現代美術館徳寿宮館
- 戦争と女性の人権博物館
- 東大門デザインプラザ (DDP)
- 韓国銀行貨幣博物館
- 国立民俗博物館
- 国立古宮博物館

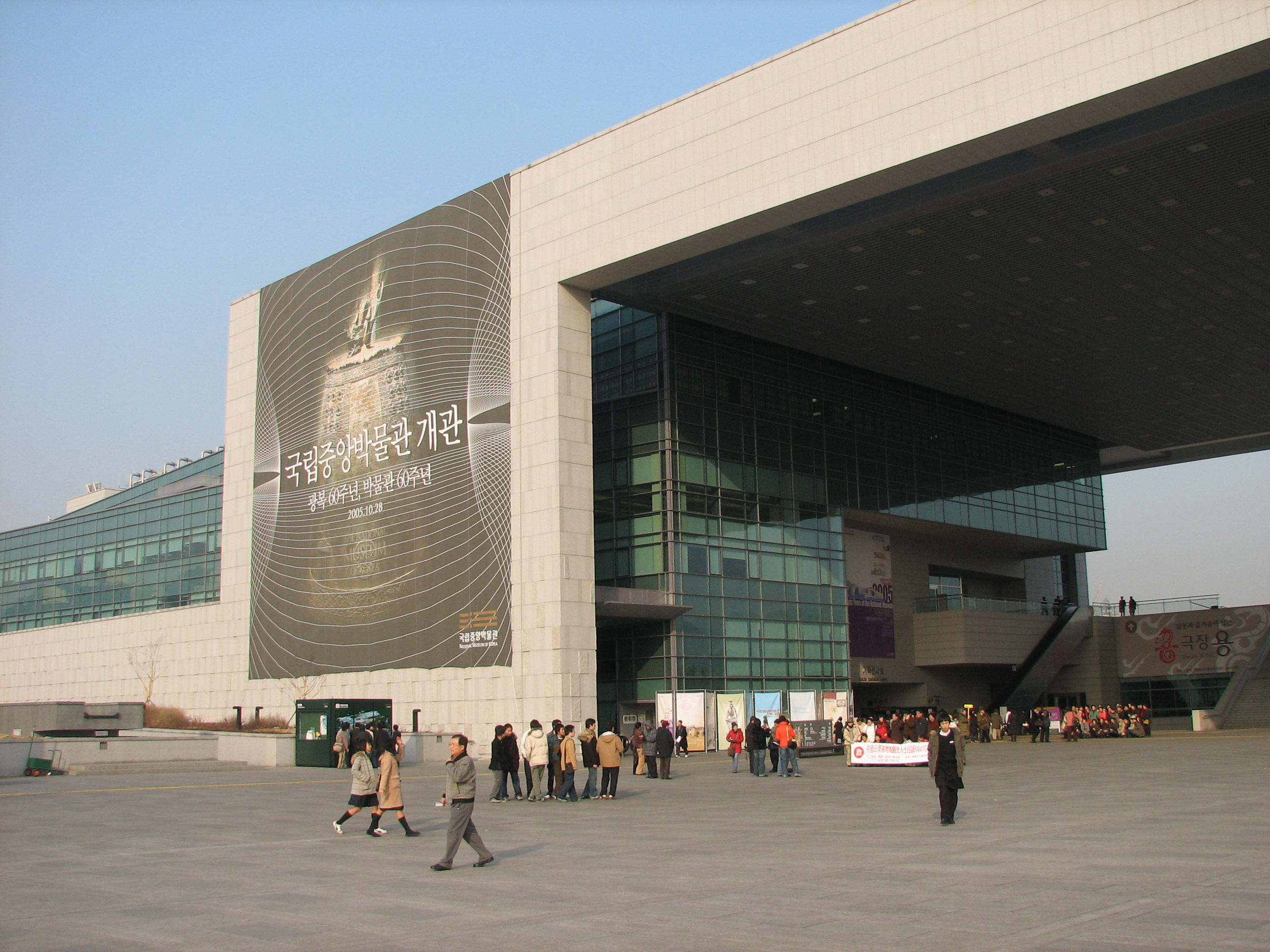
韓国国立中央博物館

- ソウル市立美術館 - 建物前面は日本統治時代の裁判所である。1928年に竣工され、設計は朝鮮総督府建築課長の岩井長三郎[36]。
- 西小門聖地歴史博物館
- soma美術館
- ソウル工芸博物館
- 安重根義士記念館（朝鮮語版）
- 文化備蓄基地

### 公園
- オリンピック公園 (ソウル特別市)
- ハンガン(漢江)市民公園 : 漢江に位置するすべての公園の総称。
- 仙遊島公園
- ソウルの森
- ソウル城郭道
- 松坡ナル
- 北漢山国立公園
- 南山公園
- ワールドカップ公園
- 国立ソウル顕忠院

### 上級医療機関
- ソウル聖母病院
- ソウル峨山病院
- 三星医療院
- ソウル大学校病院
- 延世大学校医療院

韓国の医療機関は1次病院から3次病院に分けられるが、1次病院は町内医院級水準で各医院ごとに診療できる科目は1~2個に限定されており、簡単な病気の治療役割を担っており、2次病院は地域内の拠点医療機関で町内医院で治療が不可能か精密な診療が必要だと判断される場合、多量の診療科目を担当する医師がおり、入院治療と手術が可能な施設が整っている。
このタイトルで述べる上級医療機関は3次病院に該当するが、地域を越えて大圏域別に韓国政府が指定した専門総合病院を意味する。大圏域別にほとんどの病気を治療できる実力を持つ専門性のある医師が多量にいて、手術と入院はもちろん、需要急増で1次病院と2次病院から依頼が入った患者を主に担当している。原則的に韓国の医療政策構造上、1次病院では患者の自由意思による診療が可能だが、2次病院から上級医療機関までは下位級病院の医師の診療依頼書の書類を持参しなければ診療および治療ができないよう誘導している。
ソウルにあるすべての病院を文書に記すには限界があるため、3次病院のうち韓国で上位5ヶ所と評価される病院を記述する。

## 教育

### 大学校
国立
- ソウル科学技術大学校
- ソウル教育大学校
- ソウル大学校
- 陸軍士官学校
- 韓国科学技術院(KAIST)（ソウルキャンパス）
- 韓国芸術総合学校
- 韓国体育大学校

公立
- ソウル市立大学校

私立
- カトリック大学校（聖神校庭、聖医校庭）
- 監理教神学大学校
- 江西大学校
- 建国大学校
- 京畿大学校（ソウルキャンパス）
- 慶熙大学校
- 高麗大学校
- 光云大学校
- 国民大学校
- 徳成女子大学校
- 東国大学校
- 同徳女子大学校
- 明知大学校
- 三育大学校
- 祥明大学校
- 西江大学校
- 西京大学校
- ソウル基督大学校
- ソウル女子大学校
- ソウル韓栄大学校
- 聖公会大学校
- 成均館大学校
- 誠信女子大学校
- 世宗大学校
- 淑明女子大学校
- 崇實大学校
- 延世大学校
- 梨花女子大学校
- 長老会神学大学校
- 中央大学校
- 総神大学校
- 秋渓芸術大学校
- 韓国聖書大学校
- 韓国外国語大学校
- 漢城大学校
- 漢陽大学校
- 弘益大学校

### 専門大学
- 東洋未来大学校
- 明知専門大学
- 培花女子大学校
- 三育保健大学校
- ソウル女子看護大学校
- ソウル芸術大学校（南山キャンパス）
- 瑞逸大学校
- 崇義女子大学校
- 仁徳大学校
- 漢陽女子大学校
- 韓国ポリテク1大学

## スポーツ
ソウル特別市では1986年にアジア競技大会が開催された他、1988年にはソウルオリンピック・パラリンピックも行われた。主なプロチームとしては、サッカーではFCソウルなどが（後述）、野球ではLGツインズ、斗山ベアーズ、キウムヒーローズが本拠を置く。

### サッカー
ソウル特別市ではサッカーが最も人気のスポーツとなっており、Kリーグ1のFCソウルや、Kリーグ2のソウルイーランドFCなどがホームタウンとしている。2002 FIFAワールドカップでも使用されたソウルワールドカップ競技場も市内にある。

## 国家行政機能の分散
韓国の第16代大統領選挙当時、接戦だった忠清道の票心を自分の政党に来させる目的で、新千年民主党盧武鉉候補側の別名行政首都移転公約があったが、当選し、盧武鉉の大統領就任後、国政課題として行政首都移転が推進された。
2004年7月5日、ソウルに所在していた国家首都の機能の大部分を忠清南道燕岐郡と公州市近隣地域に移転しようとする政府告示および国会の新行政首都移転特別法制定が行われたが、首都移転に反対する韓国国民も相当であり、結局保守野党を中心に憲法裁判所に行政首都移転が違憲であることを判断してほしいという憲法訴願審判事件が受理された。
2004年10月21日、新行政首都移転と関連した憲法裁判所の上記事件の終局決定が出たが、憲法に首都はソウル市地域とする条項が明示的に明示されていなくても、憲法制定当時の大韓民国成立以前から、すべての国民が首都はソウルという点が当然であることを前提に、別名慣習憲法の論理の下で敢えて憲法に明示しなくても法規範的な実態で形成されていたと見られるため、首都ソウルの地位を失わせ、他地域に首都移転するためには憲法改正が必要だという理由で違憲判決が出てしまった（憲法裁判所決定判例2004헌마554事件参考)。
それで慣習憲法に反して新行政首都移転は違憲という憲法裁判所の決定により首都移転のためには憲法改正および国民投票が必要になり上記特別法などは廃棄された。
しかし、大統領選挙公約として掲げ、首都移転政府告示が行われたが、憲法裁判所の決定で全面白紙化された状況について、民主党系政党支持者及び忠清道住民の反発が相当あり、そのため代替法として首都移転ではなく国家行政機能の相当数移転が推進される世宗特別自治市設置などに関する特別法（別名幸福都市法）が制定され執行されたが、憲法裁判所の上、首都ソウルは政治と行政機能の中枢的機能を実現する場所として対外的に国家を象徴する大統領の所在地と国民の総意を代弁する国会の所在地が必ずなければならないと判断しただけだ。国家の主要意思決定は大統領と国会の所在地であるソウルで行われることになり、 大統領の補佐機関及び大統領の政策執行機関に属する首相執務室と政府省庁の所在地がソウルの外を離れるとしても、首都機能の分割とは認められないと判断した。 （憲法裁判所決定判例2005헌마579事件参考）。
李明博政府発足後、政府省庁所在地が大統領執務室があるソウルと離れると、国政業務を遂行する上で非効率が大きいという理由などで、幸福都市法の主要機能を国家行政機能の分散から科学教育生態系都市構築などに変更しようとする試みがあったが、忠清道民の激しい反発と民主党および当時政権党だったハンナラ党少数派の朴槿恵元大統領側派閥の反対で国会で李明博政府が提出した幸福都市法修正案が否決された。 それで原案どおり総理執務室をはじめとする政府部署の大多数が李明博政府末期から[朴槿恵]政府中期まで世宗市地域に移転する手続きを経た。
そのため2023年現在、首相をはじめとする政府省庁の大多数の所在地が世宗市にあり、 世宗市建設に基礎を築いた盧武鉉元大統領の所属政党であり、第21代国会多数党である共に民主党を中心に世宗市を実質的な行政首都化しようとする動きがあり、 韓国の首都が二つに分散されたと見るべきだという見解があるが、間違った主張であり、 首相と政府省庁の大多数が世宗市に行っており、世宗市で国家行政機能の大多数の基礎が築かれているが、 最終的な政策意思決定は大統領と国会があるソウルで行われており、 韓国の首都の地位は、韓国の憲法裁判所の上記の判例に基づき、国家元首で行政首班である大統領執務室と国民の代弁者である国会が所在するソウルに帰属しており、 世宗市の法的地位は、幸福都市法によって国家行政機能の一部を分散しただけだと解釈される。

## 姉妹都市
2010年10月時点で、ソウル特別市は23の姉妹都市を有している。
| 国・名称                                         | 年   |
| ------------------------------------------------ | ---- |
| 台北（台湾)                                      | 1968 |
| ワシントンD.C.（アメリカ)                        | 2006 |
| サンフランシスコ（アメリカ)                      | 1976 |
| ホノルル（アメリカ)                              | 1973 |
| 東京（日本)                                      | 1988 |
| パリ（フランス)                                  | 1991 |
| ローマ（イタリア)                                | 2000 |
| モスクワ（ロシア)                                | 1991 |
| ニューサウスウェールズ/シドニー（オーストラリア) | 1991 |
| サンパウロ（ブラジル)                            | 1977 |
| メキシコシティ（メキシコ)                        | 1992 |
| バンコク（タイ)                                  | 2006 |
| ジャカルタ（インドネシア)                        | 1984 |
| カイロ（エジプト)                                | 1997 |
| アテネ（ギリシャ)                                | 2006 |
| アンカラ（トルコ)                                | 1971 |
| ハノイ（ベトナム)                                | 1996 |
| ワルシャワ（ポーランド)                          | 1996 |
| タシュケント（ウズベキスタン)                    | 2010 |
| ウランバートル（モンゴル)                        | 1995 |
| 北京（中国)                                      | 1993 |
| ボゴタ（コロンビア)                              | 1982 |
| アスタナ（カザフスタン)                          | 2004 |

## ソウルを舞台とした作品

ソウルを舞台としたハリウッド映画「アベンジャーズ/エイジ・オブ・ウルトロン」

- 『アベンジャーズ/エイジ・オブ・ウルトロン』 - ジョス・ウェドン脚本・監督
- 『東京-ソウル-バンコック 実録麻薬地帯』 - 千葉真一主演
- 『ソウル』 - 長瀬智也（元TOKIO）主演